# ヤマトタケル
ヤマトタケル（景行天皇12年 - 景行天皇41年）は、記紀などに伝わる古代日本の皇族（王族）。
『日本書紀』では主に「日本武尊（やまとたけるのみこと）」、『古事記』では主に「倭建命（やまとたけるのみこと）」と表記される。現在では、漢字表記の場合に一般には「日本武尊」の用字が通用される。
第12代景行天皇の皇子で、第14代仲哀天皇の父にあたる。熊襲征討・東国征討を行ったとされる日本古代史上の伝説的英雄である。

## 名称
『日本書紀』・『古事記』・『先代旧事本紀』とも、本の名は「ヲウス（オウス）」、亦の名は「ヤマトヲグナ（ヤマトオグナ）」で、のちに「ヤマトタケル」を称したとする。それぞれ表記は次の通り。
- 『日本書紀』・『先代旧事本紀』
  - 本の名：小碓尊（おうすのみこと）、小碓王（おうすのみこ）
  - 亦の名：日本童男（やまとおぐな）
  - のちの名：日本武尊（やまとたけるのみこと）、日本武皇子（やまとたけるのみこ）
- 『古事記』
  - 本の名：小碓命（おうすのみこと）
  - 亦の名：倭男具那命（やまとおぐなのみこと）、倭男具那王（やまとおぐなのみこ）
  - のちの名：倭建命（やまとたけるのみこと）、倭建御子（やまとたけるのみこ）

「ヲウス（小碓）」の名称について『日本書紀』では、双子（大碓命・小碓尊）として生まれた際に、天皇が怪しんで臼（うす）に向かって叫んだことによるとする。「ヲグナ（童男/男具那）」は未婚の男子の意味。「ヤマトタケル」の名称は、川上梟帥（または熊曾建）の征討時に捧げられた（後述）。「尊」の用字は皇位継承者と目される人物に使用されるもので、『日本書紀』での表記は同書上でヤマトタケルがそのように位置づけられたことによる。
文献で見えるその他の表記は次の通り。
- 倭武命 - 『日本三代実録』[原 1]
- 倭武尊 - 『古語拾遺』
- 倭建尊 - 『新撰姓氏録』[原 2]

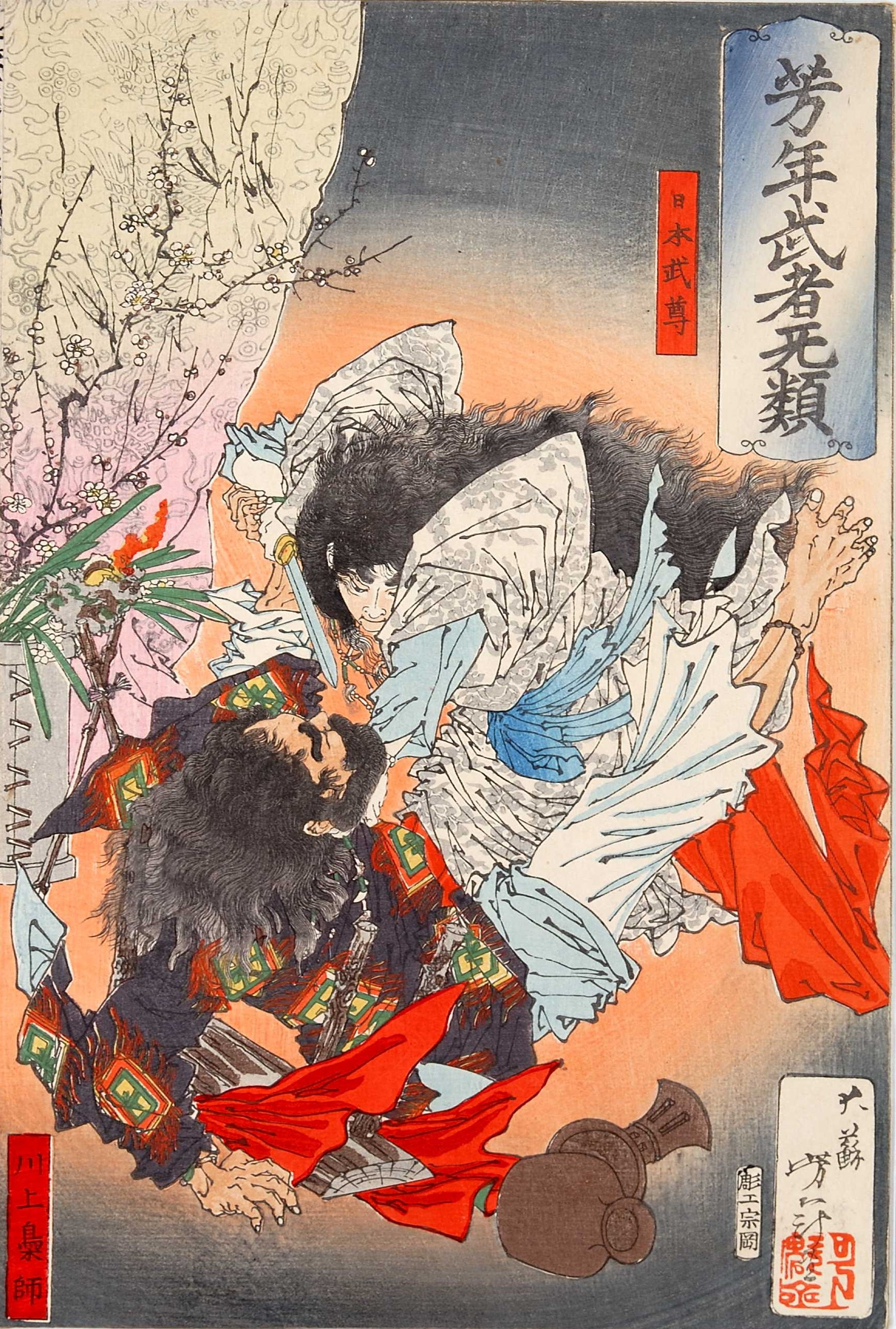
日本武尊と 川上梟帥。月岡芳年画

- 日本武命 - 『尾張国風土記』逸文[原 3]、『古語拾遺』
- 倭武天皇 - 『常陸国風土記』[原 4]
- 倭建天皇 - 『常陸国風土記』[原 5]
- 倭健天皇命 - 『阿波国風土記』逸文[原 6]

なお、「武」・「建」の訓については「タケル」ではなく「タケ」とする説がある。その中で、「タケル」は野蛮を表現する語であり、尊号に用いられる言葉ではないと指摘される。「ヤマトダケ ノ ミコト」と読まれる場合もある。

## 系譜
（名称は『日本書紀』を第一とし、括弧内に『古事記』ほかを記載）

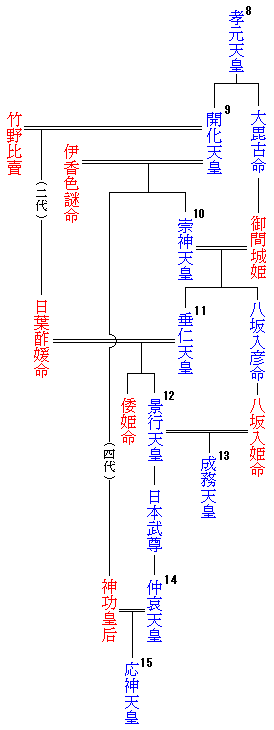
天皇系図 8〜15代

父は第12代景行天皇。母は皇后の播磨稲日大郎姫（はりまのいなびのおおいらつめ、針間之伊那毘能大郎女/稲日稚郎姫。第7代孝霊天皇の皇孫）。『古事記』では、針間之伊那毘能大郎女を若建吉備津日子（吉備臣らの祖）の娘とする。
『日本書紀』・『先代旧事本紀』では第二皇子とし、同母兄は大碓皇子のみで双子の兄とする。『古事記』では第三皇子とし、同母兄を櫛角別王・大碓皇子（双子の記載はない）、同母弟を倭根子命・神櫛王とする。
妻子は次の通り（「紀」は日本書紀、「記」は古事記を指す。「旧事本紀」は先代旧事本紀に見える事柄にのみ記載）。
- 妃：両道入姫皇女（ふたじいりびめのひめみこ、布多遅能伊理毘売命） - 垂仁天皇皇女（記）。
  - 稲依別王（いなよりわけのみこ、記の母は別） - 犬上君・武部君（建部君）の祖（記紀）。
  - 足仲彦天皇（たらしなかつひこのすめらみこと、帯中津日子命） - 第14代仲哀天皇。
  - 布忍入姫命（ぬのしいりびめのみこと、記なし）
  - 稚武王（わかたけるのみこ、記なし） - 近江建部君の祖・宮道君等の祖（旧事本紀）。
- 妃：吉備穴戸武媛（きびのあなとのたけひめ、大吉備建比売） - 吉備武彦の娘（紀）、吉備臣建日子の妹（記）。
  - 武卵王（たけかいごのみこ、建貝児王） - 讃岐綾君の祖（記紀）、登袁之別・麻佐首・宮道之君らの祖（記）。
  - 十城別王（とおきわけのみこ、記なし） - 伊予別君の祖（紀）。
- 妃：弟橘媛（おとたちばなひめ、弟橘比売命） - 穂積氏の忍山宿禰の娘（紀）。9男を生む（旧事本紀）。
  - 稚武彦王（わかたけひこのみこ、若建王） -
    - 須売伊呂大中日子王
      - 迦具漏比売（応神天皇の妃[注 2]）。
- 妃：山代之玖々麻毛理比売（やましろのくくまもりひめ、紀なし）
  - 足鏡別王（あしかがみわけのみこ、蘆髪蒲見別王/葦噉竈見別王） - 鎌倉別・小津石代之別・漁田之別の祖（記）。
- 妃：布多遅比売（ふたじひめ、紀なし） - 淡海安国造の祖の意富多牟和気の娘（記）。
  - 稲依別王（いなよりわけのみこ、紀の母は別） - 両道入姫皇女の所生とする紀とは異同。
- 一妻（記では名は不詳、旧事本紀では橘媛）
  - 息長田別王（おきながたわけのみこ、紀なし）- 阿波君らの祖（旧事本紀）。
    - 河派仲彦王
      - 息長真若中比売（応神天皇の妃）
        - 稚野毛二派皇子(応神天皇皇子)
          - 忍坂大中姫(允恭天皇の皇后)
          - 衣通姫(允恭天皇の妃)
- 宮簀媛（みやずひめ、美夜受比売） - 系譜には記されず、物語にのみ記される配偶者。尾張氏の娘。子は無し。

### 系図
|                           |                           |                           |                           |                           |                           |  |  |              |              |              |              |              |              |  |  |                           |                           |                           |                           |                           |                           |  |  |                         |                         |                         |                         |                         |                         |  |  |             |             |             |             |             |             |  |  |                             |                             |                             |                             |                             |                             |  |  |                |                |                |                |                |                |  |  |                           |                           |                           |                           |                           |                           |  |  |  |  |  |  |  |  |  |  |  |  |  |  |  |  |  |  |  |  |  |  |  |  |  |  |  |  |  |  |
|                           |                           |                           |                           |                           |                           |  |  |              |              |              |              |              |              |  |  |                           |                           |                           |                           |                           |                           |  |  |                         |                         |                         |                         |                         |                         |  |  |             |             |             |             |             |             |  |  |                             |                             |                             |                             |                             |                             |  |  |                |                |                |                |                |                |  |  |                           |                           |                           |                           |                           |                           |  |  |  |  |  |  |  |  |  |  |  |  |  |  |  |  |  |  |  |  |  |  |  |  |  |  |  |  |  |  |
|                           |                           |                           |                           |                           |                           |  |  | 10 崇神天皇  | 10 崇神天皇  | 10 崇神天皇  | 10 崇神天皇  | 10 崇神天皇  | 10 崇神天皇  |  |  | 彦坐王                    | 彦坐王                    | 彦坐王                    | 彦坐王                    | 彦坐王                    | 彦坐王                    |  |  |                         |                         |                         |                         |                         |                         |  |  |             |             |             |             |             |             |  |  |                             |                             |                             |                             |                             |                             |  |  |                |                |                |                |                |                |  |  |                           |                           |                           |                           |                           |                           |  |  |  |  |  |  |  |  |  |  |  |  |  |  |  |  |  |  |  |  |  |  |  |  |  |  |  |  |  |  |
|                           |                           |                           |                           |                           |                           |  |  | 10 崇神天皇  | 10 崇神天皇  | 10 崇神天皇  | 10 崇神天皇  | 10 崇神天皇  | 10 崇神天皇  |  |  | 彦坐王                    | 彦坐王                    | 彦坐王                    | 彦坐王                    | 彦坐王                    | 彦坐王                    |  |  |                         |                         |                         |                         |                         |                         |  |  |             |             |             |             |             |             |  |  |                             |                             |                             |                             |                             |                             |  |  |                |                |                |                |                |                |  |  |                           |                           |                           |                           |                           |                           |  |  |  |  |  |  |  |  |  |  |  |  |  |  |  |  |  |  |  |  |  |  |  |  |  |  |  |  |  |  |
|                           |                           |                           |                           |                           |                           |  |  |              |              |              |              |              |              |  |  |                           |                           |                           |                           |                           |                           |  |  |                         |                         |                         |                         |                         |                         |  |  |             |             |             |             |             |             |  |  |                             |                             |                             |                             |                             |                             |  |  |                |                |                |                |                |                |  |  |                           |                           |                           |                           |                           |                           |  |  |  |  |  |  |  |  |  |  |  |  |  |  |  |  |  |  |  |  |  |  |  |  |  |  |  |  |  |  |
| 豊城入彦命                | 豊城入彦命                | 豊城入彦命                | 豊城入彦命                | 豊城入彦命                | 豊城入彦命                |  |  | 11 垂仁天皇  | 11 垂仁天皇  | 11 垂仁天皇  | 11 垂仁天皇  | 11 垂仁天皇  | 11 垂仁天皇  |  |  | 丹波道主命                | 丹波道主命                | 丹波道主命                | 丹波道主命                | 丹波道主命                | 丹波道主命                |  |  | 山代之大筒木真若王      | 山代之大筒木真若王      | 山代之大筒木真若王      | 山代之大筒木真若王      | 山代之大筒木真若王      | 山代之大筒木真若王      |  |  |             |             |             |             |             |             |  |  |                             |                             |                             |                             |                             |                             |  |  |                |                |                |                |                |                |  |  |                           |                           |                           |                           |                           |                           |  |  |  |  |  |  |  |  |  |  |  |  |  |  |  |  |  |  |  |  |  |  |  |  |  |  |  |  |  |  |
| 豊城入彦命                | 豊城入彦命                | 豊城入彦命                | 豊城入彦命                | 豊城入彦命                | 豊城入彦命                |  |  | 11 垂仁天皇  | 11 垂仁天皇  | 11 垂仁天皇  | 11 垂仁天皇  | 11 垂仁天皇  | 11 垂仁天皇  |  |  | 丹波道主命                | 丹波道主命                | 丹波道主命                | 丹波道主命                | 丹波道主命                | 丹波道主命                |  |  | 山代之大筒木真若王      | 山代之大筒木真若王      | 山代之大筒木真若王      | 山代之大筒木真若王      | 山代之大筒木真若王      | 山代之大筒木真若王      |  |  |             |             |             |             |             |             |  |  |                             |                             |                             |                             |                             |                             |  |  |                |                |                |                |                |                |  |  |                           |                           |                           |                           |                           |                           |  |  |  |  |  |  |  |  |  |  |  |  |  |  |  |  |  |  |  |  |  |  |  |  |  |  |  |  |  |  |
|                           |                           |                           |                           |                           |                           |  |  |              |              |              |              |              |              |  |  |                           |                           |                           |                           |                           |                           |  |  |                         |                         |                         |                         |                         |                         |  |  |             |             |             |             |             |             |  |  |                             |                             |                             |                             |                             |                             |  |  |                |                |                |                |                |                |  |  |                           |                           |                           |                           |                           |                           |  |  |  |  |  |  |  |  |  |  |  |  |  |  |  |  |  |  |  |  |  |  |  |  |  |  |  |  |  |  |
| 〔上毛野氏〕 〔下毛野氏〕 | 〔上毛野氏〕 〔下毛野氏〕 | 〔上毛野氏〕 〔下毛野氏〕 | 〔上毛野氏〕 〔下毛野氏〕 | 〔上毛野氏〕 〔下毛野氏〕 | 〔上毛野氏〕 〔下毛野氏〕 |  |  | 12 景行天皇  | 12 景行天皇  | 12 景行天皇  | 12 景行天皇  | 12 景行天皇  | 12 景行天皇  |  |  | 倭姫命                    | 倭姫命                    | 倭姫命                    | 倭姫命                    | 倭姫命                    | 倭姫命                    |  |  | 迦邇米雷王              | 迦邇米雷王              | 迦邇米雷王              | 迦邇米雷王              | 迦邇米雷王              | 迦邇米雷王              |  |  |             |             |             |             |             |             |  |  |                             |                             |                             |                             |                             |                             |  |  |                |                |                |                |                |                |  |  |                           |                           |                           |                           |                           |                           |  |  |  |  |  |  |  |  |  |  |  |  |  |  |  |  |  |  |  |  |  |  |  |  |  |  |  |  |  |  |
| 〔上毛野氏〕 〔下毛野氏〕 | 〔上毛野氏〕 〔下毛野氏〕 | 〔上毛野氏〕 〔下毛野氏〕 | 〔上毛野氏〕 〔下毛野氏〕 | 〔上毛野氏〕 〔下毛野氏〕 | 〔上毛野氏〕 〔下毛野氏〕 |  |  | 12 景行天皇  | 12 景行天皇  | 12 景行天皇  | 12 景行天皇  | 12 景行天皇  | 12 景行天皇  |  |  | 倭姫命                    | 倭姫命                    | 倭姫命                    | 倭姫命                    | 倭姫命                    | 倭姫命                    |  |  | 迦邇米雷王              | 迦邇米雷王              | 迦邇米雷王              | 迦邇米雷王              | 迦邇米雷王              | 迦邇米雷王              |  |  |             |             |             |             |             |             |  |  |                             |                             |                             |                             |                             |                             |  |  |                |                |                |                |                |                |  |  |                           |                           |                           |                           |                           |                           |  |  |  |  |  |  |  |  |  |  |  |  |  |  |  |  |  |  |  |  |  |  |  |  |  |  |  |  |  |  |
|                           |                           |                           |                           |                           |                           |  |  |              |              |              |              |              |              |  |  |                           |                           |                           |                           |                           |                           |  |  |                         |                         |                         |                         |                         |                         |  |  |             |             |             |             |             |             |  |  |                             |                             |                             |                             |                             |                             |  |  |                |                |                |                |                |                |  |  |                           |                           |                           |                           |                           |                           |  |  |  |  |  |  |  |  |  |  |  |  |  |  |  |  |  |  |  |  |  |  |  |  |  |  |  |  |  |  |
|                           |                           |                           |                           |                           |                           |  |  | 日本武尊     | 日本武尊     | 日本武尊     | 日本武尊     | 日本武尊     | 日本武尊     |  |  | 13 成務天皇               | 13 成務天皇               | 13 成務天皇               | 13 成務天皇               | 13 成務天皇               | 13 成務天皇               |  |  | 息長宿禰王              | 息長宿禰王              | 息長宿禰王              | 息長宿禰王              | 息長宿禰王              | 息長宿禰王              |  |  |             |             |             |             |             |             |  |  |                             |                             |                             |                             |                             |                             |  |  |                |                |                |                |                |                |  |  |                           |                           |                           |                           |                           |                           |  |  |  |  |  |  |  |  |  |  |  |  |  |  |  |  |  |  |  |  |  |  |  |  |  |  |  |  |  |  |
|                           |                           |                           |                           |                           |                           |  |  | 日本武尊     | 日本武尊     | 日本武尊     | 日本武尊     | 日本武尊     | 日本武尊     |  |  | 13 成務天皇               | 13 成務天皇               | 13 成務天皇               | 13 成務天皇               | 13 成務天皇               | 13 成務天皇               |  |  | 息長宿禰王              | 息長宿禰王              | 息長宿禰王              | 息長宿禰王              | 息長宿禰王              | 息長宿禰王              |  |  |             |             |             |             |             |             |  |  |                             |                             |                             |                             |                             |                             |  |  |                |                |                |                |                |                |  |  |                           |                           |                           |                           |                           |                           |  |  |  |  |  |  |  |  |  |  |  |  |  |  |  |  |  |  |  |  |  |  |  |  |  |  |  |  |  |  |
|                           |                           |                           |                           |                           |                           |  |  | 14 仲哀天皇  | 14 仲哀天皇  | 14 仲哀天皇  | 14 仲哀天皇  | 14 仲哀天皇  | 14 仲哀天皇  |  |  |                           |                           |                           |                           |                           |                           |  |  | 神功皇后 （仲哀天皇后） | 神功皇后 （仲哀天皇后） | 神功皇后 （仲哀天皇后） | 神功皇后 （仲哀天皇后） | 神功皇后 （仲哀天皇后） | 神功皇后 （仲哀天皇后） |  |  |             |             |             |             |             |             |  |  |                             |                             |                             |                             |                             |                             |  |  |                |                |                |                |                |                |  |  |                           |                           |                           |                           |                           |                           |  |  |  |  |  |  |  |  |  |  |  |  |  |  |  |  |  |  |  |  |  |  |  |  |  |  |  |  |  |  |
|                           |                           |                           |                           |                           |                           |  |  | 14 仲哀天皇  | 14 仲哀天皇  | 14 仲哀天皇  | 14 仲哀天皇  | 14 仲哀天皇  | 14 仲哀天皇  |  |  |                           |                           |                           |                           |                           |                           |  |  | 神功皇后 （仲哀天皇后） | 神功皇后 （仲哀天皇后） | 神功皇后 （仲哀天皇后） | 神功皇后 （仲哀天皇后） | 神功皇后 （仲哀天皇后） | 神功皇后 （仲哀天皇后） |  |  |             |             |             |             |             |             |  |  |                             |                             |                             |                             |                             |                             |  |  |                |                |                |                |                |                |  |  |                           |                           |                           |                           |                           |                           |  |  |  |  |  |  |  |  |  |  |  |  |  |  |  |  |  |  |  |  |  |  |  |  |  |  |  |  |  |  |
|                           |                           |                           |                           |                           |                           |  |  | 15 応神天皇  |              |              |              |              |              |  |  |                           |                           |                           |                           |                           |                           |  |  |                         |                         |                         |                         |                         |                         |  |  |             |             |             |             |             |             |  |  |                             |                             |                             |                             |                             |                             |  |  |                |                |                |                |                |                |  |  |                           |                           |                           |                           |                           |                           |  |  |  |  |  |  |  |  |  |  |  |  |  |  |  |  |  |  |  |  |  |  |  |  |  |  |  |  |  |  |
|                           |                           |                           |                           |                           |                           |  |  |              |              |              |              |              |              |  |  |                           |                           |                           |                           |                           |                           |  |  |                         |                         |                         |                         |                         |                         |  |  |             |             |             |             |             |             |  |  |                             |                             |                             |                             |                             |                             |  |  |                |                |                |                |                |                |  |  |                           |                           |                           |                           |                           |                           |  |  |  |  |  |  |  |  |  |  |  |  |  |  |  |  |  |  |  |  |  |  |  |  |  |  |  |  |  |  |
|                           |                           |                           |                           |                           |                           |  |  |              |              |              |              |              |              |  |  |                           |                           |                           |                           |                           |                           |  |  |                         |                         |                         |                         |                         |                         |  |  |             |             |             |             |             |             |  |  |                             |                             |                             |                             |                             |                             |  |  |                |                |                |                |                |                |  |  |                           |                           |                           |                           |                           |                           |  |  |  |  |  |  |  |  |  |  |  |  |  |  |  |  |  |  |  |  |  |  |  |  |  |  |  |  |  |  |
|                           |                           |                           |                           |                           |                           |  |  | 16 仁徳天皇  | 16 仁徳天皇  | 16 仁徳天皇  | 16 仁徳天皇  | 16 仁徳天皇  | 16 仁徳天皇  |  |  | 菟道稚郎子                | 菟道稚郎子                | 菟道稚郎子                | 菟道稚郎子                | 菟道稚郎子                | 菟道稚郎子                |  |  |                         |                         |                         |                         |                         |                         |  |  |             |             |             |             |             |             |  |  |                             |                             |                             |                             |                             |                             |  |  | 稚野毛二派皇子 | 稚野毛二派皇子 | 稚野毛二派皇子 | 稚野毛二派皇子 | 稚野毛二派皇子 | 稚野毛二派皇子 |  |  |                           |                           |                           |                           |                           |                           |  |  |  |  |  |  |  |  |  |  |  |  |  |  |  |  |  |  |  |  |  |  |  |  |  |  |  |  |  |  |
|                           |                           |                           |                           |                           |                           |  |  | 16 仁徳天皇  | 16 仁徳天皇  | 16 仁徳天皇  | 16 仁徳天皇  | 16 仁徳天皇  | 16 仁徳天皇  |  |  | 菟道稚郎子                | 菟道稚郎子                | 菟道稚郎子                | 菟道稚郎子                | 菟道稚郎子                | 菟道稚郎子                |  |  |                         |                         |                         |                         |                         |                         |  |  |             |             |             |             |             |             |  |  |                             |                             |                             |                             |                             |                             |  |  | 稚野毛二派皇子 | 稚野毛二派皇子 | 稚野毛二派皇子 | 稚野毛二派皇子 | 稚野毛二派皇子 | 稚野毛二派皇子 |  |  |                           |                           |                           |                           |                           |                           |  |  |  |  |  |  |  |  |  |  |  |  |  |  |  |  |  |  |  |  |  |  |  |  |  |  |  |  |  |  |
|                           |                           |                           |                           |                           |                           |  |  |              |              |              |              |              |              |  |  |                           |                           |                           |                           |                           |                           |  |  |                         |                         |                         |                         |                         |                         |  |  |             |             |             |             |             |             |  |  |                             |                             |                             |                             |                             |                             |  |  |                |                |                |                |                |                |  |  |                           |                           |                           |                           |                           |                           |  |  |  |  |  |  |  |  |  |  |  |  |  |  |  |  |  |  |  |  |  |  |  |  |  |  |  |  |  |  |
|                           |                           |                           |                           |                           |                           |  |  | 17 履中天皇  | 17 履中天皇  | 17 履中天皇  | 17 履中天皇  | 17 履中天皇  | 17 履中天皇  |  |  | 18 反正天皇               | 18 反正天皇               | 18 反正天皇               | 18 反正天皇               | 18 反正天皇               | 18 反正天皇               |  |  | 19 允恭天皇             | 19 允恭天皇             | 19 允恭天皇             | 19 允恭天皇             | 19 允恭天皇             | 19 允恭天皇             |  |  |             |             |             |             |             |             |  |  |                             |                             |                             |                             |                             |                             |  |  | 意富富杼王     | 意富富杼王     | 意富富杼王     | 意富富杼王     | 意富富杼王     | 意富富杼王     |  |  | 忍坂大中姫 （允恭天皇后） | 忍坂大中姫 （允恭天皇后） | 忍坂大中姫 （允恭天皇后） | 忍坂大中姫 （允恭天皇后） | 忍坂大中姫 （允恭天皇后） | 忍坂大中姫 （允恭天皇后） |  |  |  |  |  |  |  |  |  |  |  |  |  |  |  |  |  |  |  |  |  |  |  |  |  |  |  |  |  |  |
|                           |                           |                           |                           |                           |                           |  |  | 17 履中天皇  | 17 履中天皇  | 17 履中天皇  | 17 履中天皇  | 17 履中天皇  | 17 履中天皇  |  |  | 18 反正天皇               | 18 反正天皇               | 18 反正天皇               | 18 反正天皇               | 18 反正天皇               | 18 反正天皇               |  |  | 19 允恭天皇             | 19 允恭天皇             | 19 允恭天皇             | 19 允恭天皇             | 19 允恭天皇             | 19 允恭天皇             |  |  |             |             |             |             |             |             |  |  |                             |                             |                             |                             |                             |                             |  |  | 意富富杼王     | 意富富杼王     | 意富富杼王     | 意富富杼王     | 意富富杼王     | 意富富杼王     |  |  | 忍坂大中姫 （允恭天皇后） | 忍坂大中姫 （允恭天皇后） | 忍坂大中姫 （允恭天皇后） | 忍坂大中姫 （允恭天皇后） | 忍坂大中姫 （允恭天皇后） | 忍坂大中姫 （允恭天皇后） |  |  |  |  |  |  |  |  |  |  |  |  |  |  |  |  |  |  |  |  |  |  |  |  |  |  |  |  |  |  |
|                           |                           |                           |                           |                           |                           |  |  |              |              |              |              |              |              |  |  |                           |                           |                           |                           |                           |                           |  |  |                         |                         |                         |                         |                         |                         |  |  |             |             |             |             |             |             |  |  |                             |                             |                             |                             |                             |                             |  |  |                |                |                |                |                |                |  |  |                           |                           |                           |                           |                           |                           |  |  |  |  |  |  |  |  |  |  |  |  |  |  |  |  |  |  |  |  |  |  |  |  |  |  |  |  |  |  |
|                           |                           |                           |                           |                           |                           |  |  | 市辺押磐皇子 | 市辺押磐皇子 | 市辺押磐皇子 | 市辺押磐皇子 | 市辺押磐皇子 | 市辺押磐皇子 |  |  | 木梨軽皇子                | 木梨軽皇子                | 木梨軽皇子                | 木梨軽皇子                | 木梨軽皇子                | 木梨軽皇子                |  |  | 20 安康天皇             | 20 安康天皇             | 20 安康天皇             | 20 安康天皇             | 20 安康天皇             | 20 安康天皇             |  |  | 21 雄略天皇 | 21 雄略天皇 | 21 雄略天皇 | 21 雄略天皇 | 21 雄略天皇 | 21 雄略天皇 |  |  |                             |                             |                             |                             |                             |                             |  |  | 乎非王         | 乎非王         | 乎非王         | 乎非王         | 乎非王         | 乎非王         |  |  |                           |                           |                           |                           |                           |                           |  |  |  |  |  |  |  |  |  |  |  |  |  |  |  |  |  |  |  |  |  |  |  |  |  |  |  |  |  |  |
|                           |                           |                           |                           |                           |                           |  |  | 市辺押磐皇子 | 市辺押磐皇子 | 市辺押磐皇子 | 市辺押磐皇子 | 市辺押磐皇子 | 市辺押磐皇子 |  |  | 木梨軽皇子                | 木梨軽皇子                | 木梨軽皇子                | 木梨軽皇子                | 木梨軽皇子                | 木梨軽皇子                |  |  | 20 安康天皇             | 20 安康天皇             | 20 安康天皇             | 20 安康天皇             | 20 安康天皇             | 20 安康天皇             |  |  | 21 雄略天皇 | 21 雄略天皇 | 21 雄略天皇 | 21 雄略天皇 | 21 雄略天皇 | 21 雄略天皇 |  |  |                             |                             |                             |                             |                             |                             |  |  | 乎非王         | 乎非王         | 乎非王         | 乎非王         | 乎非王         | 乎非王         |  |  |                           |                           |                           |                           |                           |                           |  |  |  |  |  |  |  |  |  |  |  |  |  |  |  |  |  |  |  |  |  |  |  |  |  |  |  |  |  |  |
|                           |                           |                           |                           |                           |                           |  |  |              |              |              |              |              |              |  |  |                           |                           |                           |                           |                           |                           |  |  |                         |                         |                         |                         |                         |                         |  |  |             |             |             |             |             |             |  |  |                             |                             |                             |                             |                             |                             |  |  |                |                |                |                |                |                |  |  |                           |                           |                           |                           |                           |                           |  |  |  |  |  |  |  |  |  |  |  |  |  |  |  |  |  |  |  |  |  |  |  |  |  |  |  |  |  |  |
|                           |                           |                           |                           |                           |                           |  |  | 飯豊青皇女   | 飯豊青皇女   | 飯豊青皇女   | 飯豊青皇女   | 飯豊青皇女   | 飯豊青皇女   |  |  | 24 仁賢天皇               | 24 仁賢天皇               | 24 仁賢天皇               | 24 仁賢天皇               | 24 仁賢天皇               | 24 仁賢天皇               |  |  | 23 顕宗天皇             | 23 顕宗天皇             | 23 顕宗天皇             | 23 顕宗天皇             | 23 顕宗天皇             | 23 顕宗天皇             |  |  | 22 清寧天皇 | 22 清寧天皇 | 22 清寧天皇 | 22 清寧天皇 | 22 清寧天皇 | 22 清寧天皇 |  |  | 春日大娘皇女 （仁賢天皇后） | 春日大娘皇女 （仁賢天皇后） | 春日大娘皇女 （仁賢天皇后） | 春日大娘皇女 （仁賢天皇后） | 春日大娘皇女 （仁賢天皇后） | 春日大娘皇女 （仁賢天皇后） |  |  | 彦主人王       | 彦主人王       | 彦主人王       | 彦主人王       | 彦主人王       | 彦主人王       |  |  |                           |                           |                           |                           |                           |                           |  |  |  |  |  |  |  |  |  |  |  |  |  |  |  |  |  |  |  |  |  |  |  |  |  |  |  |  |  |  |
|                           |                           |                           |                           |                           |                           |  |  | 飯豊青皇女   | 飯豊青皇女   | 飯豊青皇女   | 飯豊青皇女   | 飯豊青皇女   | 飯豊青皇女   |  |  | 24 仁賢天皇               | 24 仁賢天皇               | 24 仁賢天皇               | 24 仁賢天皇               | 24 仁賢天皇               | 24 仁賢天皇               |  |  | 23 顕宗天皇             | 23 顕宗天皇             | 23 顕宗天皇             | 23 顕宗天皇             | 23 顕宗天皇             | 23 顕宗天皇             |  |  | 22 清寧天皇 | 22 清寧天皇 | 22 清寧天皇 | 22 清寧天皇 | 22 清寧天皇 | 22 清寧天皇 |  |  | 春日大娘皇女 （仁賢天皇后） | 春日大娘皇女 （仁賢天皇后） | 春日大娘皇女 （仁賢天皇后） | 春日大娘皇女 （仁賢天皇后） | 春日大娘皇女 （仁賢天皇后） | 春日大娘皇女 （仁賢天皇后） |  |  | 彦主人王       | 彦主人王       | 彦主人王       | 彦主人王       | 彦主人王       | 彦主人王       |  |  |                           |                           |                           |                           |                           |                           |  |  |  |  |  |  |  |  |  |  |  |  |  |  |  |  |  |  |  |  |  |  |  |  |  |  |  |  |  |  |
|                           |                           |                           |                           |                           |                           |  |  |              |              |              |              |              |              |  |  |                           |                           |                           |                           |                           |                           |  |  |                         |                         |                         |                         |                         |                         |  |  |             |             |             |             |             |             |  |  |                             |                             |                             |                             |                             |                             |  |  |                |                |                |                |                |                |  |  |                           |                           |                           |                           |                           |                           |  |  |  |  |  |  |  |  |  |  |  |  |  |  |  |  |  |  |  |  |  |  |  |  |  |  |  |  |  |  |
|                           |                           |                           |                           |                           |                           |  |  |              |              |              |              |              |              |  |  | 手白香皇女 （継体天皇后） | 手白香皇女 （継体天皇后） | 手白香皇女 （継体天皇后） | 手白香皇女 （継体天皇后） | 手白香皇女 （継体天皇后） | 手白香皇女 （継体天皇后） |  |  | 25 武烈天皇             | 25 武烈天皇             | 25 武烈天皇             | 25 武烈天皇             | 25 武烈天皇             | 25 武烈天皇             |  |  |             |             |             |             |             |             |  |  |                             |                             |                             |                             |                             |                             |  |  | 26 継体天皇    | 26 継体天皇    | 26 継体天皇    | 26 継体天皇    | 26 継体天皇    | 26 継体天皇    |  |  |                           |                           |                           |                           |                           |                           |  |  |  |  |  |  |  |  |  |  |  |  |  |  |  |  |  |  |  |  |  |  |  |  |  |  |  |  |  |  |
|                           |                           |                           |                           |                           |                           |  |  |              |              |              |              |              |              |  |  | 手白香皇女 （継体天皇后） | 手白香皇女 （継体天皇后） | 手白香皇女 （継体天皇后） | 手白香皇女 （継体天皇后） | 手白香皇女 （継体天皇后） | 手白香皇女 （継体天皇后） |  |  | 25 武烈天皇             | 25 武烈天皇             | 25 武烈天皇             | 25 武烈天皇             | 25 武烈天皇             | 25 武烈天皇             |  |  |             |             |             |             |             |             |  |  |                             |                             |                             |                             |                             |                             |  |  | 26 継体天皇    | 26 継体天皇    | 26 継体天皇    | 26 継体天皇    | 26 継体天皇    | 26 継体天皇    |  |  |                           |                           |                           |                           |                           |                           |  |  |  |  |  |  |  |  |  |  |  |  |  |  |  |  |  |  |  |  |  |  |  |  |  |  |  |  |  |  |
|                           |                           |                           |                           |                           |                           |  |  |              |              |              |              |              |              |  |  |                           |                           |                           |                           |                           |                           |  |  |                         |                         |                         |                         |                         |                         |  |  |             |             |             |             |             |             |  |  |                             |                             |                             |                             |                             |                             |  |  |                |                |                |                |                |                |  |  |                           |                           |                           |                           |                           |                           |  |  |  |  |  |  |  |  |  |  |  |  |  |  |  |  |  |  |  |  |  |  |  |  |  |  |  |  |  |  |
|                           |                           |                           |                           |                           |                           |  |  |              |              |              |              |              |              |  |  |                           |                           |                           |                           |                           |                           |  |  |                         |                         |                         |                         |                         |                         |  |  |             |             |             |             |             |             |  |  |                             |                             |                             |                             |                             |                             |  |  |                |                |                |                |                |                |  |  |                           |                           |                           |                           |                           |                           |  |  |  |  |  |  |  |  |  |  |  |  |  |  |  |  |  |  |  |  |  |  |  |  |  |  |  |  |  |  |

## 記録
『古事記』と『日本書紀』の説話は、大筋は同じだが、主人公の性格や説話の捉え方や全体の雰囲気に大きな差がある。ここでは浪漫的要素が強く、豪胆な主人公や父天皇に疎まれる人間関係から来る悲劇性が濃い『古事記』の説話を中心に述べる。おおむね『日本書紀』の方が天皇賛美の傾向が強く、父の天皇に忠実で信頼も厚い（『日本書紀』の説話は、『古事記』との相違点のみ逐一示す）。

### 西征

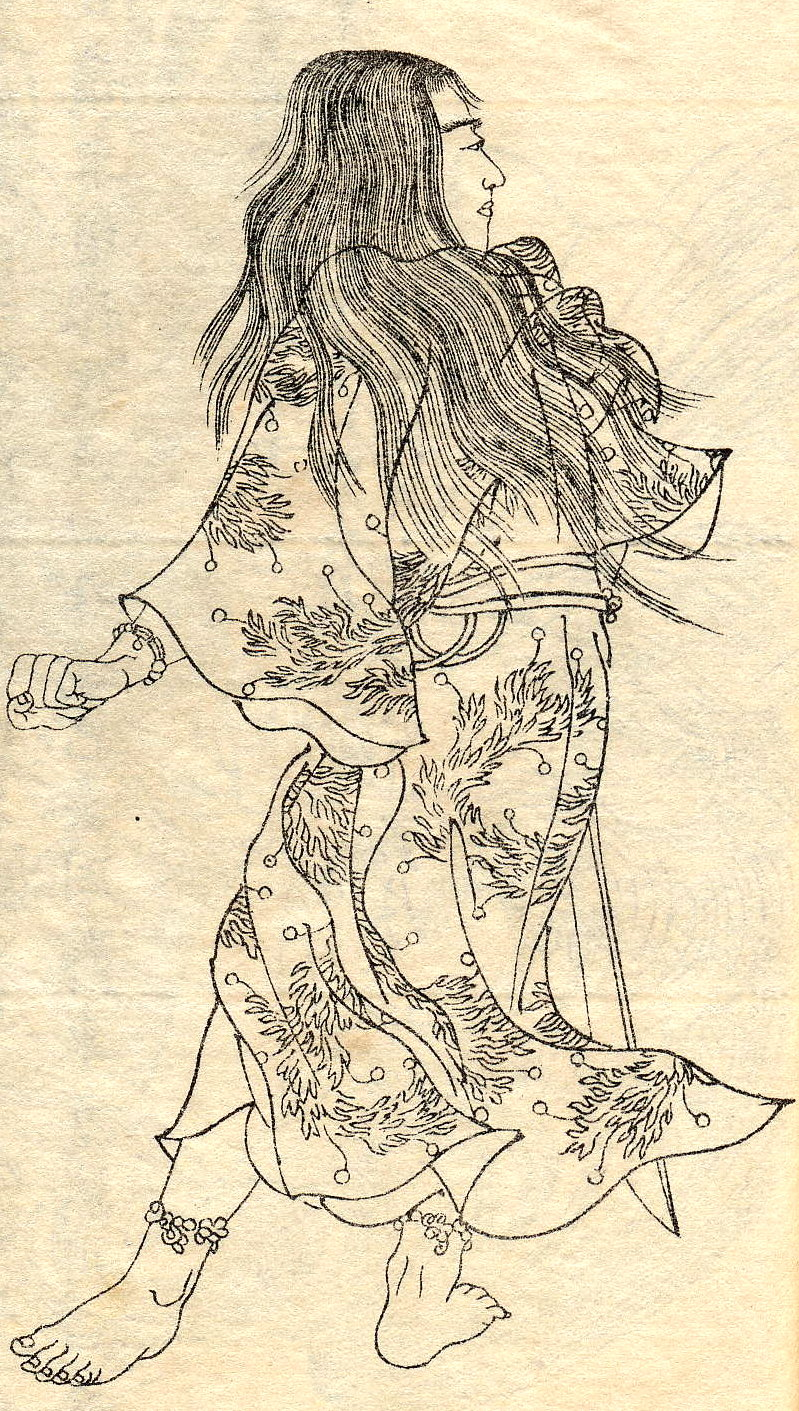
ヤマトタケル（菊池容斎画）

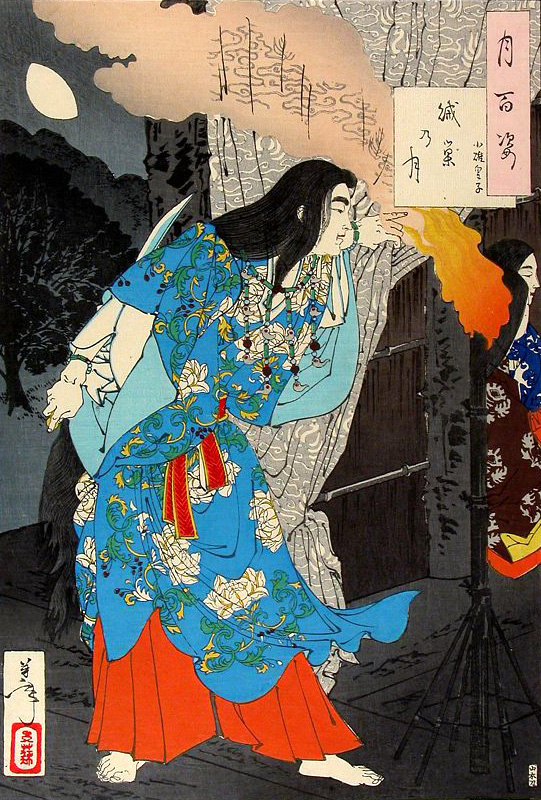
女装するヤマトタケル（月岡芳年画）

古事記
父の寵妃を奪った兄大碓命に対する父天皇の命令の解釈の違いから、小碓命は兄を捕まえ押し潰し、手足をもいで、薦に包み投げ捨て殺害する。そのため小碓命は父に恐れられ疎まれて、九州のクマソタケル(熊襲建)兄弟の討伐を命じられる。わずかな従者も与えられなかった小碓命は、まず叔母の倭比売命が斎王を勤めた伊勢へ赴き女性の衣装を授けられる。このとき彼は、いまだ少年の髪形を結う年頃であった。
日本書紀
兄殺しの話はなく、父天皇が平定した九州地方で再び叛乱が起き、16歳の小碓命を討伐に遣わしたとある。古事記と異なり倭姫の登場がなく、従者も与えられている。従者には美濃国の弓の名手である弟彦公が選ばれる。弟彦公は石占横立、尾張の田子稲置、乳近稲置を率いて小碓命のお供をしたという。
先代旧事本紀
（景行天皇）二十年（中略）冬十月 遣日本武尊 令擊熊襲 時年十六歲 按日本紀 當作二十七年とあるのみ。
古事記
小碓命が九州に入ると、熊襲建の家は三重の軍勢に囲まれて新築祝いの準備が行われていた。小碓命は髪を結い衣装を着て、少女の姿で宴に忍び込み、宴たけなわの頃にまず兄建を斬り、続いて弟建に刃を突き立てた。誅伐された弟建は死に臨み、「西の国に我ら二人より強い者はおりません。しかし大倭国には我ら二人より強い男がいました」と武勇を嘆賞し、自らを倭男具那（ヤマトヲグナ）と名乗る小碓命に名を譲って倭建（ヤマトタケル）の号を献じた。倭建命は弟健が言い終わると柔らかな瓜を切るように真っ二つに斬り殺した。
日本書紀
熊襲の首長が川上梟帥〈タケル〉一人とされる点と、台詞が『古事記』のものよりも天皇家に従属的な点を除けば、ほぼ同じ。ヤマトタケルノミコトは日本武尊と表記される。川上梟帥を討伐後、日本武尊は弟彦らを遣わし、その仲間を全て斬らせたため生き残った者はいなかったという。
肥前国風土記
佐嘉郡、小城郡、藤津郡で日本武尊の巡行が記述される。いずれも地名伝承である。小城郡では砦に立て籠もり、天皇の命に従わない土蜘蛛をことごとく誅している。
古事記
その後、倭建命は山の神、河の神、また穴戸の神を平定し、出雲に入り、出雲建と親交を結ぶ。しかし、ある日、出雲建の大刀を偽物と交換して大刀あわせを申し込み、殺してしまう。そうして「やつめさす　出雲建が　佩ける大刀　つづらさは巻き　さ身無しにあはれ」と“出雲建の大刀は、つづらがたくさん巻いてあって派手だが刃が無くては意味がない、可哀想に”と歌う。こうして各地や国を払い平らげて、朝廷に参上し復命する。
日本書紀
崇神天皇の条に出雲振根と弟の飯入根の物語として、酷似した話があるが、日本武尊の話としては出雲は全く登場しない。熊襲討伐後は毒気を放つ吉備の穴済の神や難波の柏済の神を殺して、水陸の道を開き、天皇の賞賛と寵愛を受ける。

### 東征

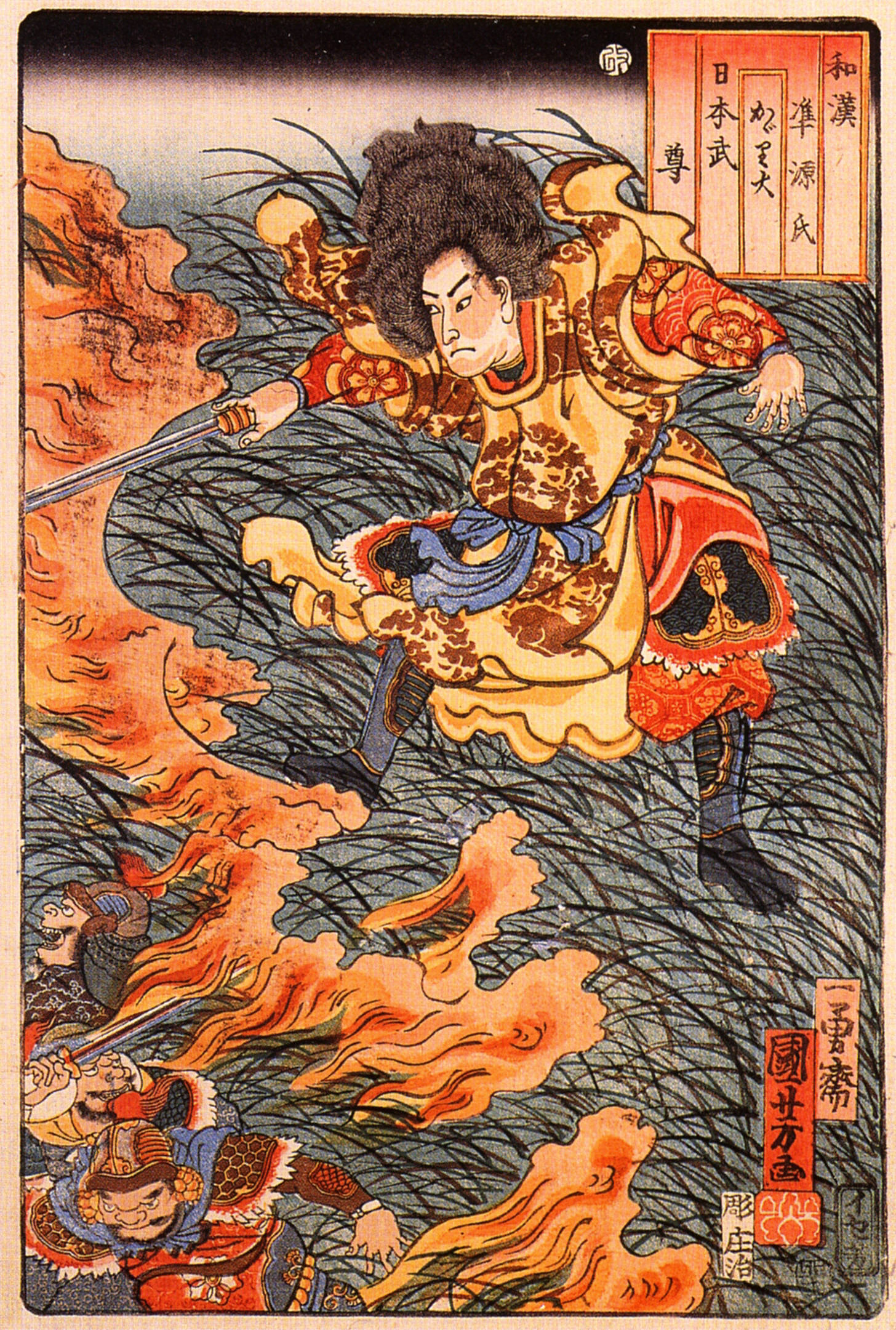
ヤマトタケル（歌川国芳画）

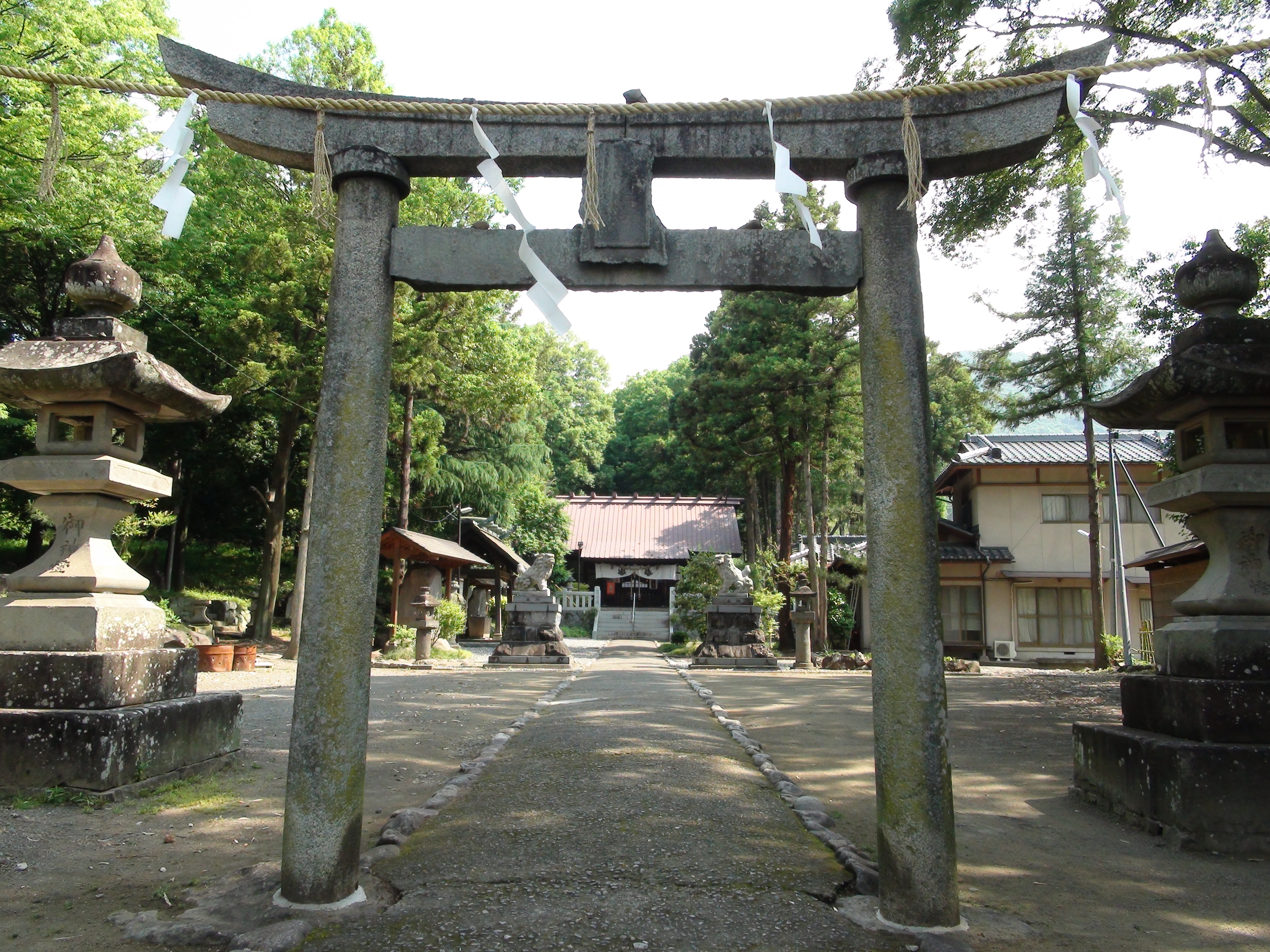
「酒折宮」に比定される可能性のある現在の酒折宮（山梨県甲府市酒折）

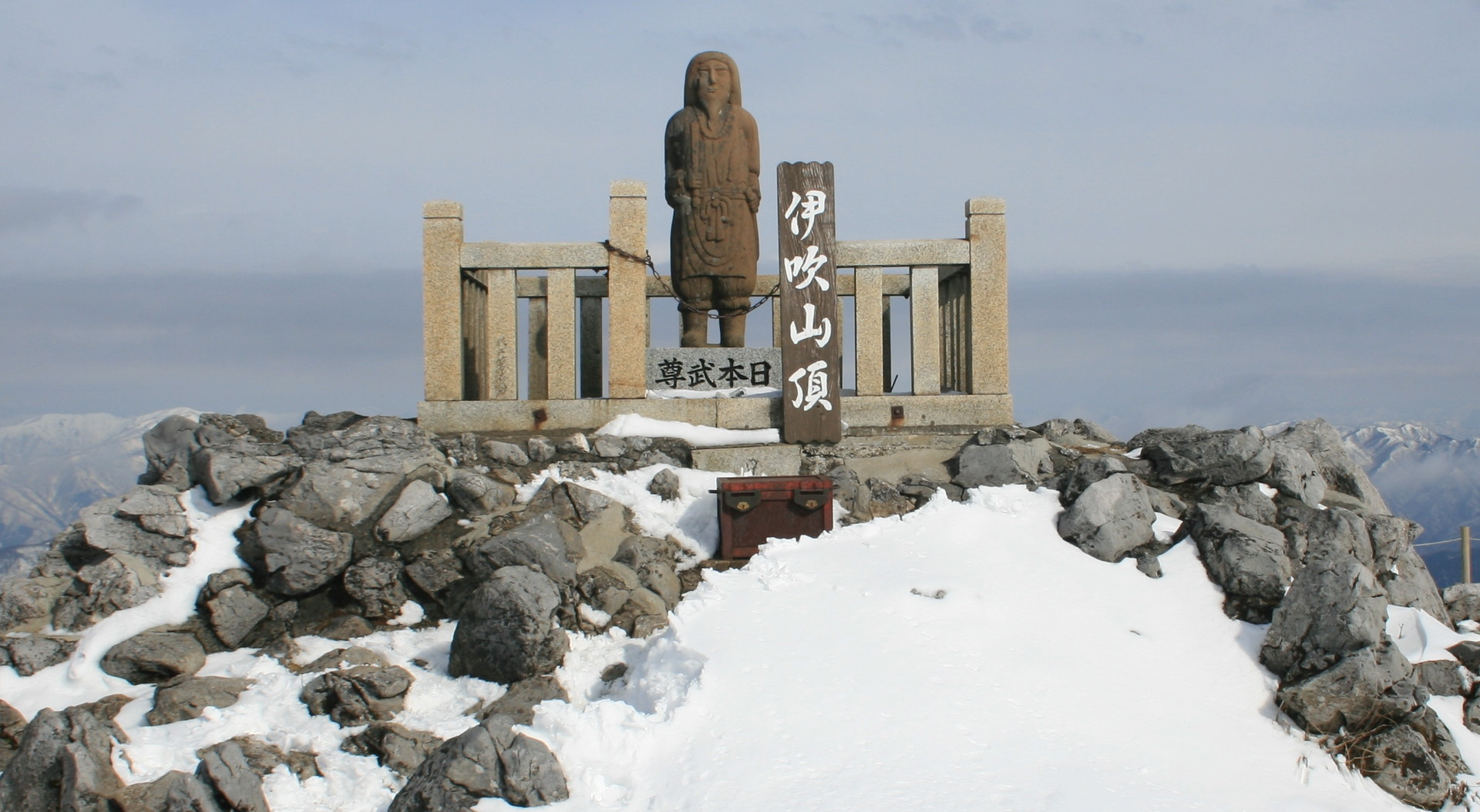
伊吹山頂の日本武尊像

古事記
西方の蛮族の討伐から帰るとすぐに、景行天皇は倭建命に比比羅木之八尋矛を授け、吉備臣の祖先である御鋤友耳建日子をお伴とし、重ねて東方の蛮族の討伐を命じる。倭建命は再び倭比売命を訪ね、父天皇は自分に死ねと思っておられるのか、と嘆く。倭比売命は倭建命に伊勢神宮にあった神剣、草那藝剣（くさなぎのつるぎ）と袋とを与え、「危急の時にはこれを開けなさい」と言う。
日本書紀
当初、東征の将軍に選ばれた大碓命は怖気づいて逃げてしまい、かわりに日本武尊が立候補する。天皇は斧鉞を授け、「お前の人となりを見ると、身丈は高く、顔は整い、大力である。猛きことは雷電の如く、向かうところ敵なく攻めれば必ず勝つ。形は我が子だが本当は神人(かみ)である。この天下はお前の天下だ。この位(＝天皇)はお前の位だ。」と話し、最大の賛辞と皇位継承の約束を与え、お伴に吉備武彦と大伴武日連を、料理係りに七掬脛を選ぶ。出発した日本武尊は伊勢で倭姫命より草薙剣を賜る。
最も差異の大きい部分である。『日本書紀』では兄大碓命は存命で、意気地のない兄に代わって日本武尊が自発的に征討におもむく。天皇の期待を集めて出発する日本武尊像は栄光に満ち、『古事記』の涙にくれて旅立つ倭建命像とは、イメージが大きく異なる。
古事記
倭建命はまず尾張国造家に入り、美夜受比売（宮簀媛）と婚約して東国へ赴く。
日本書紀
対応する記述は存在しない。
古事記
相模の国で、相武国造に荒ぶる神がいると欺かれた倭建命は、野中で火攻めに遭う。そこで叔母から貰った袋を開けると火打石が入っていたので、草那藝剣で草を刈り掃い、迎え火を点けて炎を退ける。生還した倭建命は国造らを全て斬り殺して死体に火をつけ焼いた。そこで、そこを焼遣（やきづ＝焼津）という。
日本書紀
駿河が舞台で火攻めを行うのは賊だが大筋はほぼ同じで、焼津の地名の起源を示す。ただし、本文中では火打石で迎え火を付けるだけで、草薙剣で草を掃う記述はない。注記で天叢雲剣が独りでに草を薙ぎ掃い、草薙剣と名付けたと説明される。火打石を叔母に貰った記述はない。
富士本宮浅間社記　景行天皇40年（110年）日本武尊東征の折、足柄の坂本（相模国）より酒折宮（甲斐国）へ向かう途中で「大塚丘」に立ち寄り、そこから富士の神霊を親しく仰ぎ拝され「北方に美しく広がる裾野をもつ富士は、この地より拝すべし」と仰せになった。これに従い大塚丘に鳥居が建てられ、加えて後の景行天皇50年（120年）には祠を建て浅間大神を祀った。また駿河国を通った際、賊徒の野火（野原で四方から火をつけ攻められること）に遭った。尊は富士浅間大神を祈念して窮地を脱しその賊徒を征伐したのち、山宮において篤く浅間大神を祀った。
古事記
相模から上総に渡る際、走水の海（横須賀市）の神が波を起こして倭建命の船は進退窮まった。そこで、后の弟橘比売が自ら命に替わって入水すると、波は自ずから凪いで、一行は無事に上総国に渡る事ができた。それから倭建命はこの地（現在の木更津市と言われている）にしばらく留まり弟橘姫のことを思って歌にした。

入水の際に媛は火攻めに遭った時の夫倭建命の優しさを回想する歌を詠む。
弟橘比売は、倭健命の思い出を胸に、幾重もの畳を波の上に引いて海に入るのである。七日後、比売の櫛が対岸に流れ着いたので、御陵を造って、櫛を収めた。
日本書紀
「こんな小さな海など一跳びだ」と豪語した日本武尊が神の怒りをかったと記され、同様に妾の弟橘媛の犠牲で難を免れたと記されるが、和歌はない。
古事記
その後倭建命は、荒ぶる蝦夷たちをことごとく服従させ、また山や河の荒ぶる神を平定する。足柄坂（神奈川・静岡県境）の神の白い鹿を蒜（ひる＝野生の葱・韮）で打ち殺し、東国を平定して、四阿嶺に立ち、そこから東国を望んで弟橘比売を思い出し、「吾妻はや」（わが妻よ……）と三度嘆いた。そこから東国をアヅマ（東・吾妻）と呼ぶようになったと言う。また甲斐国の酒折宮で連歌の発祥とされる「新治筑波を過ぎて幾夜か寝つる」の歌を詠み、それに、「日々並べて（かがなべて） 夜には九夜 日には十日を」と下句を付けた火焚きの老人を東の国造に任じた。その後、科野（しなの＝長野県）で坂の神を服従させ、倭建命は尾張に入る。
日本書紀
ルートが大きく異なる。上総からさらに海路で北上し、北上川流域（宮城県）に至る。陸奥国に入った日本武尊は船に大きな鏡を掲げていた。蝦夷の首魁の島津神・国津神らはその威勢を恐れ、拝礼した。日本武尊が「吾は是、現人神の子なり」と告げると蝦夷らは慄き、自ら縛につき服従した。そして日本武尊はその首魁を捕虜とし従身させた。蝦夷平定後、日高見国より帰り西南にある常陸を経て『古事記』同様に、甲斐酒折宮へ入り、「新治…」を詠んだあと、武蔵（東京都・埼玉県）、上野（群馬県）を巡って碓日坂（群馬・長野県境。現在の場所としては碓氷峠説と鳥居峠説とがある）で、「あづまはや……」と嘆く。ここで吉備武彦を越（北陸方面）に遣わし、日本武尊自身は信濃（長野県）に入る。信濃の山の神の白い鹿を蒜で殺した後、白い犬が日本武尊を導き美濃へ出る。ここで越を周った吉備武彦と合流して、尾張に到る。
常陸国風土記
倭武天皇もしくは倭建天皇と表記される。巡幸に関わる記述が17件記述されている。従順でない当麻の郷の佐伯の鳥日子や芸都の里の国栖の寸津毘古を討つ話はあるが、殺伐な事件はこの2件のみで、他は全て狩りや水を飲み御膳を食すなど、その土地の服属を確認を行っている。
陸奥国風土記逸文
八槻の郷の地名伝承。日本武尊が東夷を征伐し、この地で八目の鳴鏑の矢で賊を射殺した。その矢の落下した場所を矢着(やつき)と名付ける。別伝は、この地に八人の土蜘蛛がいて、それぞれに一族がおり皇民の略奪を行っていた。日本武尊が征討に来ると津軽の蝦夷と通謀し防衛した。日本武尊は槻弓、槻矢をとり七つの矢、八つの矢を放った。七つの矢は雷の如く鳴り響き蝦夷の徒党を追い散らし、八つの矢は土蜘蛛を射抜いた。土蜘蛛を射抜いた矢から芽が出て槻の木となった。その地を「八槻」と言うようになったとある。　
古事記
尾張に入った倭建命は、かねてより婚約していた美夜受比売が生理中であることを知り、次のように歌う。
「ひさかたの　天(あめ)の香具山(かぐやま)　とかまに　さ渡る鵠(くび)　ひはぼそ　たわや腕（がひな）を　まかむとは　あれはすれど　さ寝むとは　あれは思へど　ながけせる　おすひの裾に　月たちにけり」“天の香具山の上を飛ぶ白鳥のような、白くか細いあなたの腕を、私は抱こうとするが、あなたと寝たいと思うのだが、あなたの着物の裾には月(＝月経)が見えているよ”
美夜受比売は答えて次のように歌った。
「高光る　日の御子(みこ)　やすみしし　わが大君(おおきみ)　あらたまの　年がきふれば　あらたまの　月はきへゆく　うべな　うべな　君待ちがたに　わがけせる　おすひの裾に　月たたなむよ」“ 高く光り輝く太陽の皇子よ。国を八隅まで支配される私の大君様。新しい年が来て、新しい月がまた去って行く。そうです、そうですとも、こんなにも、あなたを待ちこがれていたのだから、わたしの着物の裾に月が出たのは当然です ”
二人はそのまま結婚する。そして倭建命は、伊勢の神剣である草那藝剣を美夜受比売に預けたまま、伊吹山（岐阜・滋賀県境）の神を素手で討ち取ろうとして出立する。
日本書紀
経血が詠まれた和歌はないが、宮簀媛との結婚や、草薙剣を置いて、伊吹山の神を討ちに行くのは同様。
尾張国風土記逸文
宮酢媛の屋敷の桑の木に、日本武命が剣を掛けたところ、剣が不思議に光輝いて手にする事ができずに残したとされる。
古事記
素手で伊吹の神と対決しに行った倭建命の前に、牛ほどの大きさの白い大猪が現れる。倭建命は「この白い猪は神の使者だろう。今は殺さず、帰るときに殺せばよかろう」と言挙げをし、これを無視するが、実際は猪は神そのもので正身であった。神は大氷雨を降らし、命は失神する。山を降りた倭建命は、居醒めの清水（山麓の関ケ原町また米原市とも）で正気をやや取り戻すが、病の身となっていた。
弱った体で大和を目指して、当芸・杖衝坂・尾津・三重村（岐阜南部から三重北部）と進んで行く。地名起源説話を織り交ぜて、死に際の倭建命の心情が描かれる。そして、能煩野（三重県亀山市）に到った倭建命は「倭は国のまほろば　たたなづく 青垣　山隠れる　倭し麗し」から、「乙女の床のべに　我が置きし　剣の大刀　その大刀はや」に至る4首の国偲び歌を詠って亡くなるのである。
日本書紀
伊吹山の神の化身の大蛇は道を遮るが、日本武尊は「主神を殺すから、神の使いを相手にする必要はない」と、大蛇をまたいで進んでしまう。神は雲を興し、氷雨を降らせ、峯に霧をかけ谷を曇らせた。そのため日本武尊は意識が朦朧としたまま下山する。居醒泉でようやく醒めた日本武尊だが、病身となり、尾津から能褒野へ到る。ここから伊勢神宮に蝦夷の捕虜を献上し、天皇には吉備武彦を遣わして「自らの命は惜しくはありませんが、ただ御前に仕えられなくなる事のみが無念です」と奏上し、自らは能褒野の地で亡くなった。時に30歳であったという。国偲び歌はここでは登場せず、父の景行天皇が九州平定の途中に日向で詠んだ歌とされ、倭建命の辞世とする古事記とほぼ同じ内容だが印象が異なる。
古事記
倭建命の死の知らせを聞いて、大和から訪れたのは后たちや御子たちであった。彼らは陵墓を築いて周囲を這い回り、「なづきの田の　稲がらに　稲がらに　葡(は)ひ廻(もとほ)ろふ　野老蔓(ところづら)」“お墓のそばの田の稲のもみの上で、ところづら（蔓草）のように這い回って、悲しんでいます”との歌を詠んだ。
すると倭建命は八尋白智鳥となって飛んでゆくので、后や御子たちは竹の切り株で足が傷つき痛めても、その痛さも忘れて泣きながら、その後を追った。その時には、「浅小竹原(あさじのはら)　腰なづむ　空は行かず　足よ行くな」 “小さい竹の生えた中を進むのは、竹が腰にまとわりついて進みにくい。ああ、私たちは、あなたのように空を飛んで行くことができず、足で歩くしかないのですから”と詠んだ。
また、白鳥を追って海に入った時には 「海が行けば　腰なづむ　大河原の　植え草　海がは　いさよふ」“海に入って進むのは、海の水が腰にまとわりついて進みにくい。まるで、大きな河に生い茂っている水草のように、海ではゆらゆら足を取られます”と詠んだ。
白鳥が磯伝いに飛び立った時は 「浜つ千鳥(ちどり)　浜よは行かず　磯づたふ」“浜千鳥のように、あなたの魂は私たちが追いかけやすい浜辺を飛んで行かず、磯づたいに飛んで行かれるのですね”と詠んだ。
これら4つの歌は「大御葬歌」（天皇の葬儀に歌われる歌）となった。
日本書紀
父天皇は寝食も進まず、百官に命じて日本武尊を能褒野陵に葬るが、日本武尊は白鳥となって、大和を指して飛んだ。棺には衣だけが空しく残され、屍骨（みかばね）はなかったという。
古事記
白鳥は伊勢を出て、河内の国志幾に留まり、そこにも陵を造るが、やがて天に翔り、行ってしまう。
日本書紀
白鳥の飛行ルートが能褒野→大和琴弾原（奈良県御所市）→河内古市（大阪府羽曳野市）とされ、その3箇所に陵墓を作ったとする。こうして白鳥は天に昇った。その後天皇は、武部（健部・建部）を日本武尊の御名代とした。
『古事記』と異なり、大和に飛来する点が注目される。

## 墓

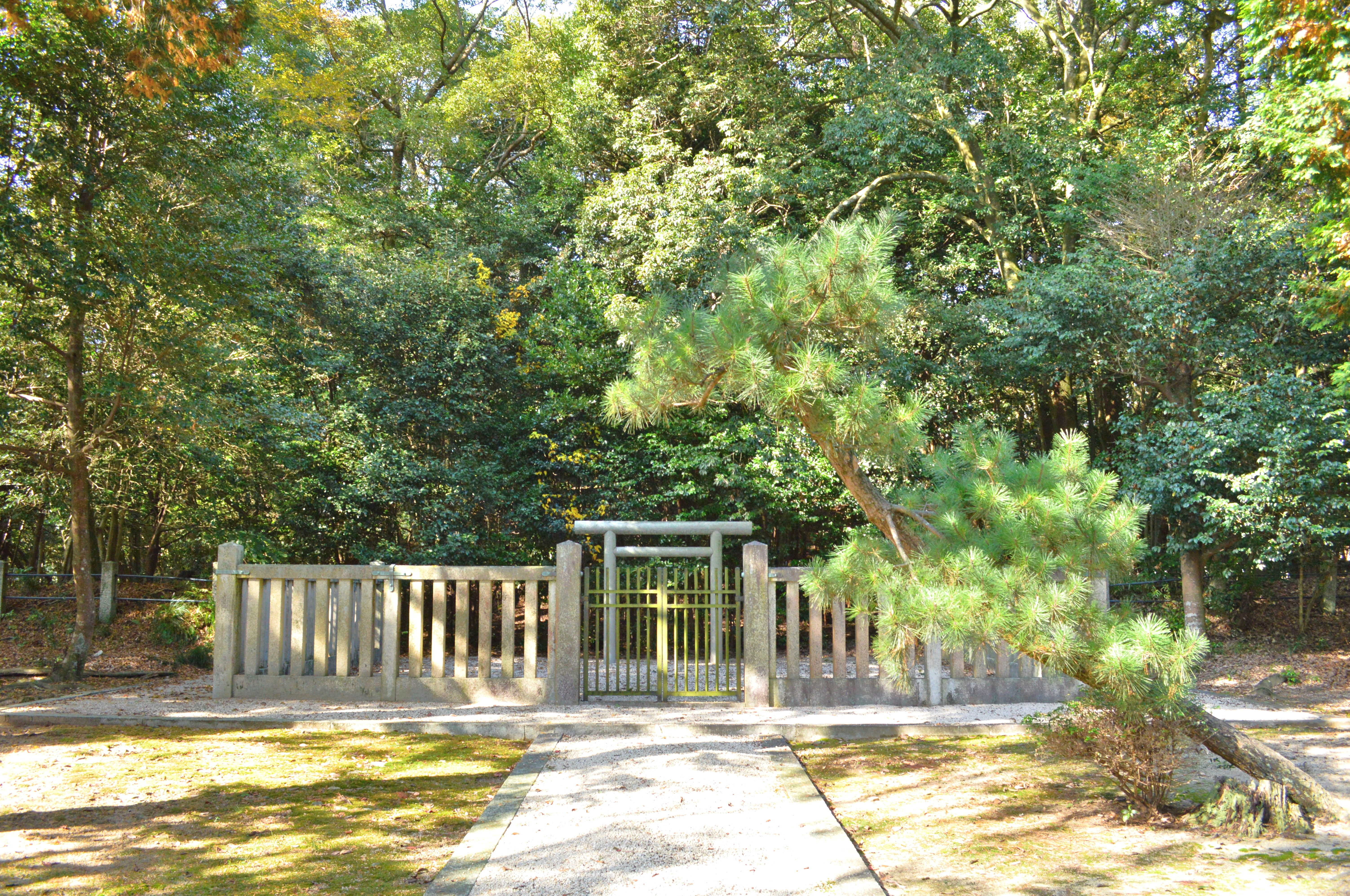
日本武尊 能褒野墓
（三重県亀山市）

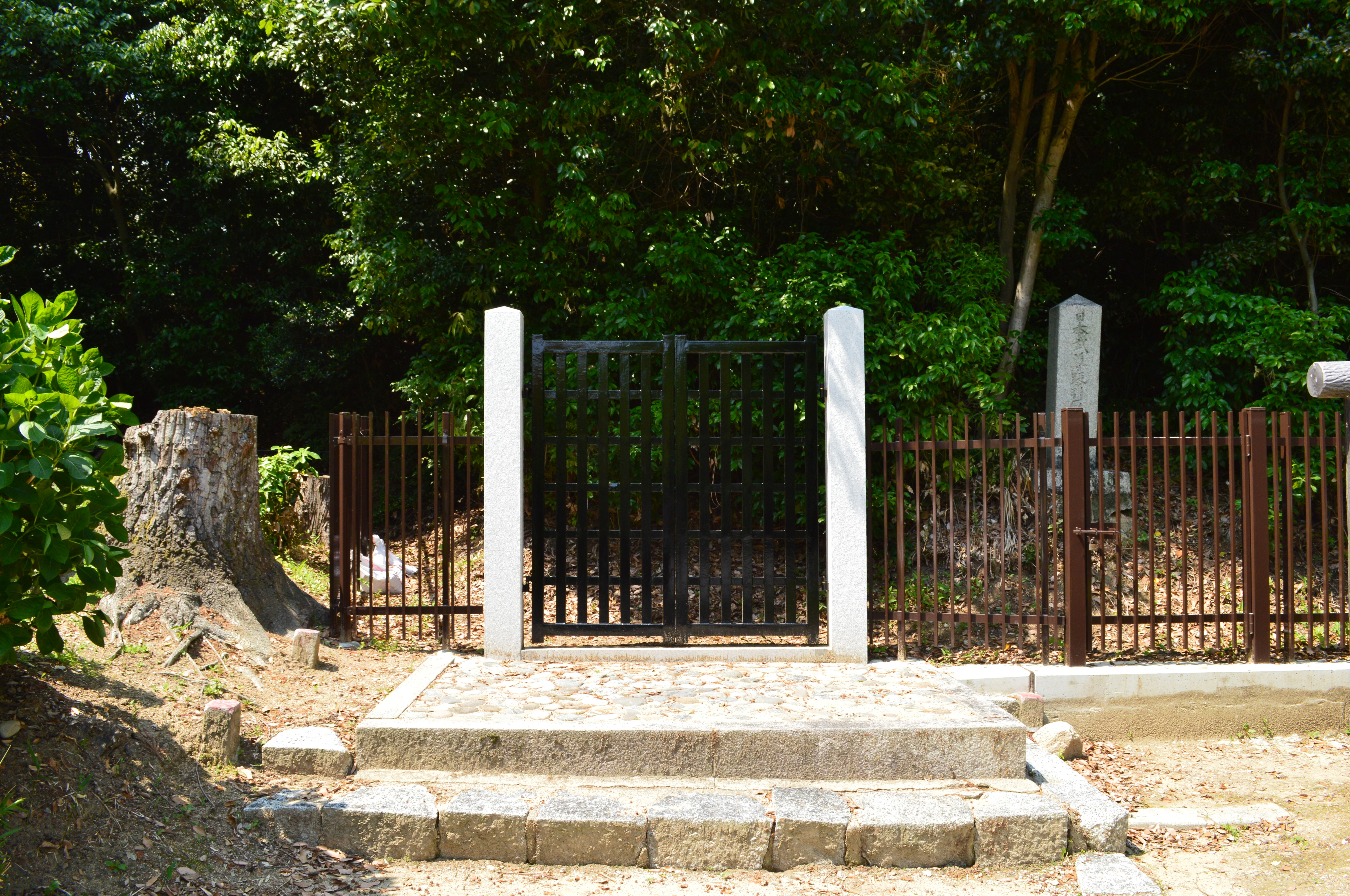
日本武尊 （大和）白鳥陵
（奈良県御所市）

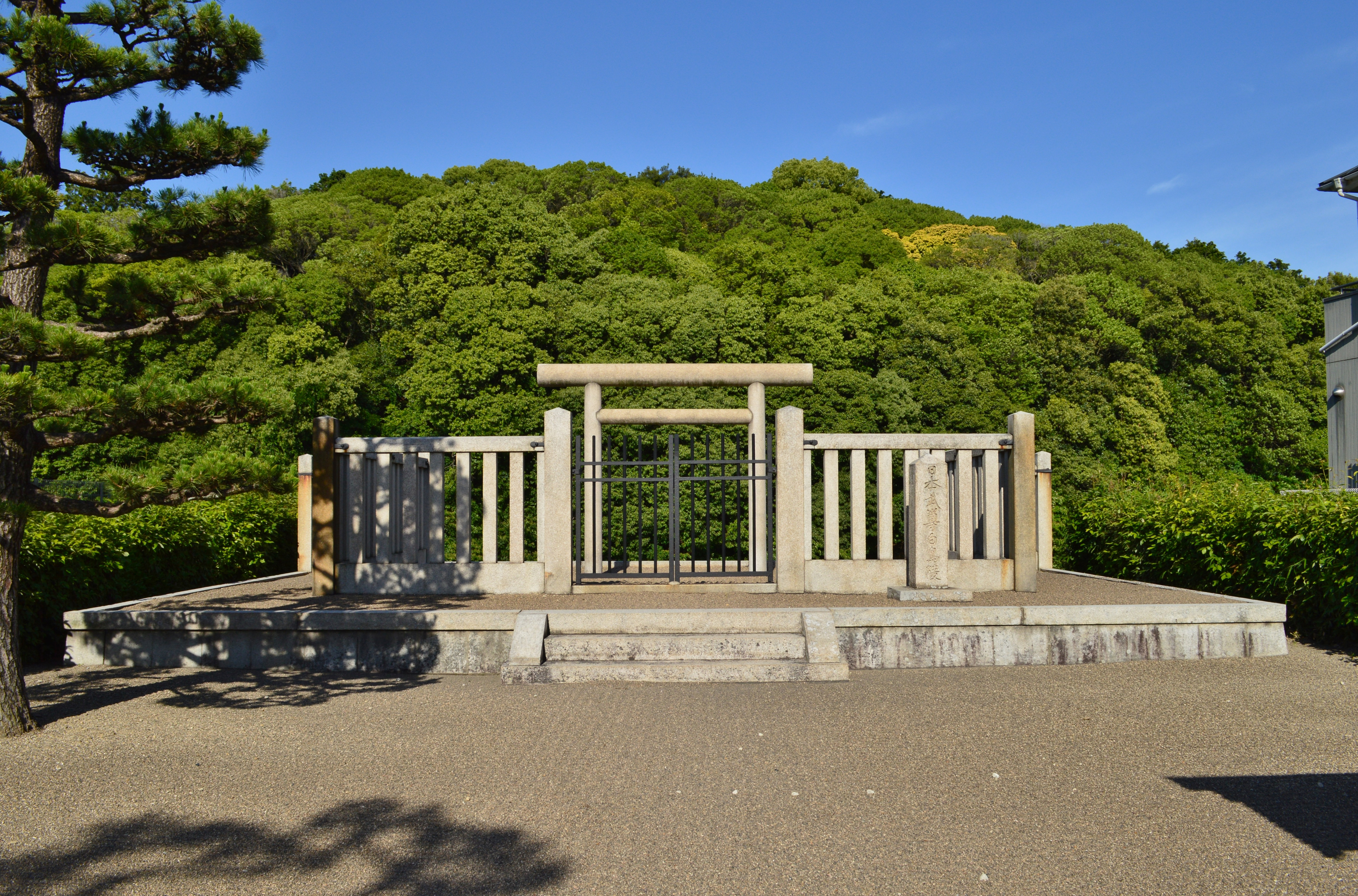
日本武尊 （河内）白鳥陵
（大阪府羽曳野市）

墓は、宮内庁により次の3ヶ所に治定されている（能褒野墓に白鳥2陵を付属）。
- 能褒野墓（のぼののはか、三重県亀山市田村町、北緯34度53分4.36秒 東経136度28分55.09秒 / 北緯34.8845444度 東経136.4819694度）
宮内庁上の形式は前方後円。遺跡名は「能褒野王塚古墳」。墳丘長90メートルの前方後円墳で、4世紀末の築造と推定される。
- 白鳥陵（しらとりのみささぎ、奈良県御所市富田、北緯34度26分43.92秒 東経135度45分1.25秒 / 北緯34.4455333度 東経135.7503472度）
宮内庁上の形式は長方丘。かつては「権現山」・「天王山」とも[13]。幅約28メートル×約45メートルの長方丘とされる[13]。一説には円墳[14]。
- 白鳥陵（しらとりのみささぎ、大阪府羽曳野市軽里、北緯34度33分4.61秒 東経135度36分14.00秒 / 北緯34.5512806度 東経135.6038889度）
宮内庁上の形式は前方後円。遺跡名は「軽里大塚古墳」・「前の山古墳」・「白鳥陵古墳」。墳丘長190メートルの前方後円墳で、5世紀後半の築造と推定される。

### 古典史料の記述
| 地域 | 日本書紀                         | 古事記                | 延喜式       | 現在の治定 |
| ---- | -------------------------------- | --------------------- | ------------ | ---------- |
| 伊勢 | 能褒野陵                         | 能煩野に陵            | 能裒野墓     | 能褒野墓   |
| 大和 | 琴弾原に陵                       | （記載なし）          | （記載なし） | 白鳥陵     |
| 河内 | 旧市邑に陵                       | 志幾に陵 （白鳥御陵） | （記載なし） | 白鳥陵     |
| 備考 | 3陵の総称として 「白鳥陵」とする |                       |              |            |

ヤマトタケルの埋葬について、『日本書紀』・『古事記』・『延喜式』に見える記述は次の通り。
- 日本書紀
景行天皇40年是歳条では、日本武尊は「能褒野」で没し、それを聞いた天皇は官人に命じて伊勢国の「能褒野陵（のぼののみささぎ）」に埋葬させた。しかし日本武尊は白鳥となって飛び立ち、倭の琴弾原（ことひきはら）、次いで河内の旧市邑（ふるいちのむら、古市邑）に留まったのでそれぞれの地に陵が造られた。そしてこれら3陵をして「白鳥陵（しらとりのみささぎ）」と称し、これらには日本武尊の衣冠が埋葬されたという[1][15]。
仁徳天皇60年条[原 7][16]では、「白鳥陵」（上記3陵を指すものか[15]）は空である旨と、天皇が白鳥陵の陵守廃止を思い止まった旨が記されている[17][15]。
- 古事記
景行天皇記では、倭建命は伊勢の「能煩野」で没したとし、倭建命の后・子らが能煩野に下向して陵を造ったとする。しかし倭建命は白い千鳥となって伊勢国から飛び立ち、河内国の志幾（しき）に留まったので、その地に陵を造り「白鳥御陵（しらとりのみささぎ）」と称したという[2][15]。
- 延喜式（延長5年（927年）成立）
諸陵寮（諸陵式）[原 8]では「能裒野墓」の名称で記載され、伊勢国鈴鹿郡の所在で、兆域は東西2町・南北2町で守戸3烟を付すとしたうえで、遠墓に分類する（伊勢国では唯一の陵墓）[18][15]。一方で白鳥陵の記載はない。

通常「陵」の字は天皇・皇后・太皇太后・皇太后の墓、「墓」の字はその他皇族の墓に使用されるが、『日本書紀』や『古事記』で「陵」と見えるのはヤマトタケルが天皇に準ずると位置づけられたことによる（現在は能褒野のみ「墓」の表記）。
ヤマトタケルの実在性が低いとする論者からは、ヤマトタケルの墓はヤマトタケル伝説の創出に伴って創出されたとする説を唱えている。確かな史料の上では、持統天皇5年（691年）において有功の王の墓には3戸の守衛戸を設けるとする詔が見えることから、この頃に『日本書紀』・『古事記』の編纂と並行して、『帝紀』や『旧辞』に基づいた墓の指定の動きがあったと推測する説がある。またその際には、日本武尊墓（伊勢）・彦五瀬命墓（紀伊）・五十瓊敷入彦命墓（和泉）・菟道稚郎子墓（山城）をして大和国の四至を形成する意図があったとする説もある。一方、ヤマトタケルの実在を認める論者からは、ヤマトタケルが活動した年代や築造後すぐに管理が放棄されていることなどから、現允恭天皇陵に治定されている津堂城山古墳を真陵と見る説が唱えられている。また、景行天皇の治世を4世紀後半とする立場からは、能褒野王塚古墳は同時期に築造されてなおかつ伊勢地方にあるに関わらず、王族の陵墓の特徴である三段築成が後円部にみられることから、4世紀後半にヤマト王権の東方への勢力拡大に貢献した「ヤマトタケルノミコト的王族」（伝説のモデルとなる王族）がこの地で亡くなって葬られた可能性があるとする説が唱えられている。その後、大宝2年（702年）には「震倭建命墓。遣使祭之」と見え、鳴動（落雷、別説に地震）のあったヤマトタケルの墓（能褒野墓か）に使いが遣わされている。さらに『大宝令』官員令の別記（付属法令）には、伊勢国に借墓守3戸の設置が記されており、8世紀初頭には「能裒野墓」が諸陵司の管轄下にあったと見られている。その後、前述の『延喜式』では白鳥三陵のうち「能裒野墓」のみが記載され、10世紀前半頃までの管理・祭祀の継続が認められる。

### 後世の治定
上記の記述の一方、後世には墓の所伝は失われ所在不明となった。能褒野墓・大和白鳥陵・河内白鳥陵それぞれに関して、治定されるに至った経緯は次の通り。
- 伊勢の能褒野墓
近世には白鳥塚（鈴鹿市石薬師町）・武備塚（鈴鹿市長沢町）・双子塚（鈴鹿市長沢町）の3説があり、明治9年（1876年）までには教部省により白鳥塚に定められたが、明治12年（1879年）に宮内省（現・宮内庁）により3説のいずれでもない現墓の丁子塚（能褒野王塚古墳）に改定された[15]。詳細は「能褒野王塚古墳」を参照。
なお「のぼの（能褒野/能煩野/能裒野）」とは、鈴鹿山脈の野登山（ののぼりやま）山麓を指す地名と推測される[1][15]。この「のぼの」の地が選ばれた背景としては、化身の白鳥が「天空にのぼった」という物語が既に存在し、後世にその物語への付会として「のぼの」の地名が結び付けられたとする説が挙げられている[15]。
- 大和の白鳥陵
『古事記伝』では現陵に関する記述が見える[14]。明治9年（1876年）に教部省により考定された[13]。伊勢・河内に比べ小規模であることなどもあり、別に掖上鑵子塚古墳（奈良県御所市柏原）に比定する説もある[13][14]。「白鳥陵」も参照。
- 河内の白鳥陵
明治8年（1875年）に教部省により伊岐宮（現・白鳥神社）の白鳥神社古墳に考定されたが、明治13年（1880年）に現陵（軽里大塚古墳/前の山古墳）に改定された[13]。現陵は、『河内国陵墓図』では木梨軽太子の「軽之墓」と記されている[13]。かつては西方の峯ヶ塚古墳に比定する説もあったという[24]。「白鳥陵」および「軽里大塚古墳」も参照。
白鳥伝説のモデルとも考えられる水鳥型埴輪が出土したことと築造順から河内・古市古墳群最初の大王墓である津堂城山古墳を真陵する説もある。

## 後裔氏族

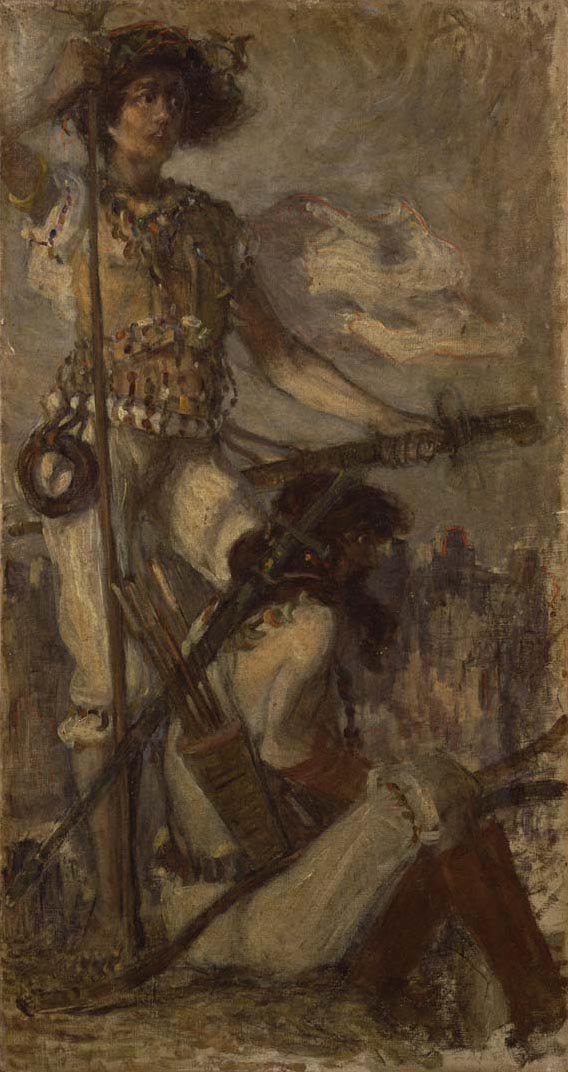
青木繁「日本武尊」1906年

『日本書紀』の日本武尊系譜によれば、ヤマトタケルは犬上君・武部君（稲依別王後裔）、讚岐綾君（武卵王後裔）、伊予別君（十城別王後裔）ら諸氏族の祖とされる。
『古事記』の倭建命系譜によれば、ヤマトタケルは犬上君・建部君（稲依別王後裔）、讚岐綾君・伊勢之別・登袁之別・麻佐首・宮首之別宮道之別か（建貝児王後裔）、鎌倉之別・小津石代之別・漁田之別（足鏡別王後裔）ら諸氏族の祖とされる。
『新撰姓氏録』では、次の氏族が後裔として記載されている。
- 左京皇別 犬上朝臣 - 出自は諡景行皇の子の日本武尊。
- 右京皇別 建部公 - 犬上朝臣同祖。日本武尊の後。
- 和泉国皇別 和気公 - 犬上朝臣同祖。倭建尊の後。
- 和泉国皇別 県主 - 和気公同祖。日本武尊の後。
- 和泉国皇別 聟本 - 倭建尊三世孫の大荒田命の後。

なお、『日本書紀』景行天皇40年条では日本武尊のため「武部（たけるべ）」を定めると見え、これを基に建部（武部）をヤマトタケルの名代部とする説もあったが、事実としては名代部ではなく軍事的職業部であったとされる。

## 考証

### 実在性
『古事記』では、倭建命の曾孫（ひまご）の迦具漏比売命が景行天皇の妃となって大江王（彦人大兄）をもうけるとするなど矛盾があり、このことから景行天皇とヤマトタケルの親子関係に否定的な説がある。また、各地へ征討に出る雄略天皇などと似た事績があることから、4世紀から7世紀ごろの数人のヤマトの英雄を統合した架空の人物という説もある。一方で雄略天皇に比定されている倭王武が中国南朝の宋に送った上表文（西暦478年）に記された「自昔祖禰，躬擐甲冑，跋涉山川，不遑寧處。東征毛人五十五國，西服眾夷六十六國，渡平海北九十五國（以下）」は、四道将軍やヤマトタケルなどの説話を指すと考え、更に上表文自体は伝わっていないものの、武の3代前の珍も武と同じく宋の官爵を求めて遣使をしている（西暦438年）ことから、5世紀前期には既にヤマトタケルの説話が成立していたとする説もある。

### ヤマトタケル説話の構成

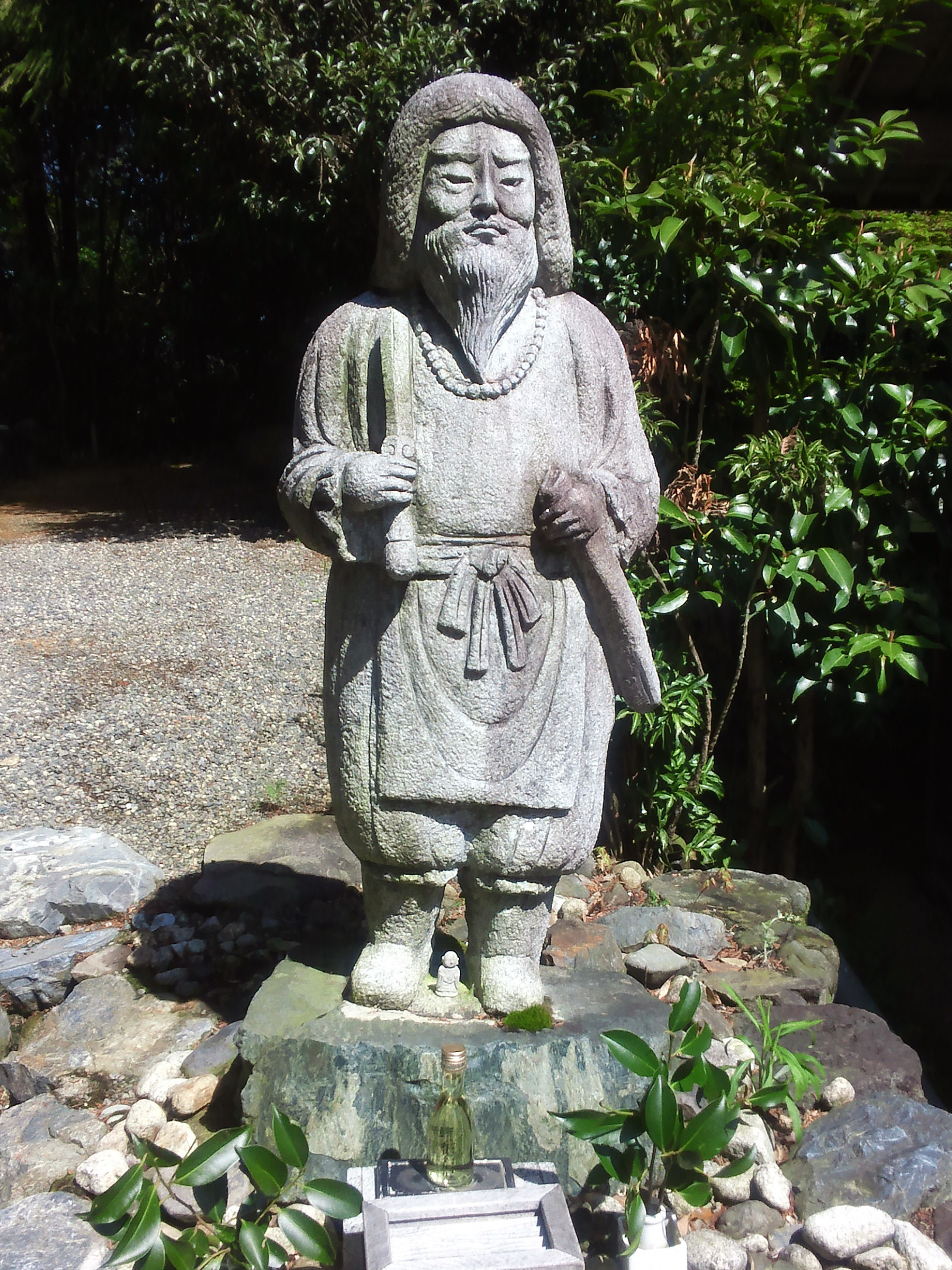
日本武尊の石像
（三重県鈴鹿市・加佐登神社）

ヤマトタケルの物語は、吉井巌が指摘したように、主人公の名前が各場面で変わるのが特徴である。また、説話ごとに相手役の女性も異なる。加えて系図も非常に長大で、その人物や説話の形成には様々な氏族や時代の要請が関連したとわかる。
小碓命の物語（近江・美濃を中心とする穀霊伝説）
妃に野洲の布多遅比売がおり、その子は稲依別王で建部氏や犬上氏の祖であること、近江の一の宮が建部神宮で祭神がヤマトタケルであることなどから、近江＝滋賀県がヤマトタケルと関連が深いことがわかる。兄大碓命の封地が美濃であることも考慮すると、近江の伝承は小碓命のものと思われる。碓や稲依別の名からは、穀霊であることが推察できるが、『山城国風土記』などに、碓から生み出される餅が白鳥に変身する話があり、白鳥との関連もみられる。なお、『武智麻呂伝』にはヤマトタケルが伊吹山で、『平家物語』剣の巻には近江で白鳥となった説話が伝わり、白鳥になる話の根幹が近江にあった可能性は少なくない。
倭姫・倭ヲグナの物語（大和の幼童神伝説）
日本には、桃太郎や一寸法師など童形の英雄が悪を征伐する説話が多いが、このくだりもそれらに類似するとされる。折口信夫はそれらの説話の分析により、幼童神的モデルを育てる「小母（おば）」の存在を指摘しており、この場合倭姫がその小母に該当すると見られる。また、少年・ヤマトタケルの女装に関し、様々な文化圏のシャーマニズムに散見される異性装に相通じると指摘される。
出雲タケルの物語
出雲の神門臣の勢力争いの物語の挿入→原型は崇神紀の出雲振根説話
タケル大王・橘姫の物語（関東地方の英雄伝説か？）
『常陸国風土記』等には倭武天皇－橘皇后、大橘姫などと表記され、各種の地名起源説話が伝わる。本来は山を象徴する武王と海を表す橘后の神話と推定される。現在でも千葉県などに地名説話が多く残るため、関東に根を下ろした伝承だったと考えられる。
美夜受媛・草薙剣の物語（熱田神宮を巡る伝説）
吉井巌は、皇位の象徴である「三種の神器」のひとつである草薙剣が、なぜ尾張の熱田神宮にあるか説明する物語とする。詳細は草薙剣の項を参照されたい。
斎王倭姫の物語（伊勢神宮を巡る伝説）
死に際の彷徨の物語が、伊勢神宮の神戸の見られる地域で語られ、かつ伊勢斎宮の制度を確立した天武天皇の壬申の乱の際の進軍ルートに重なるため、伊勢との関連が考えられるが、横田健一は『皇太神宮儀式帳』や『倭姫命世記』にヤマトタケルの物語がないことを指摘する。草薙剣に関しヤマトヲグナ説話の登場人物のヤマトヒメと斎王倭姫命を結びつけたため、伊勢地方の説話がヤマトタケルに仮託された可能性も考えられる。
大御葬の物語（葬礼を司った土師氏の伝承）
吉井巌は、聖徳太子の弟で、実在する初の皇族将軍である来目皇子が出征先の九州で病死したことがモデルになったとし、この葬儀を主導した土師氏の葬送儀礼が物語に取り入れられたとする。

### 草薙剣
記紀
日本武尊が帯びた剣は、草薙剣（草那藝剣）といわれる。出雲でスサノオ尊がヤマタノオロチを倒した際にその尾から出てきたもので、天照大神に献上され、天孫降臨に伴い三種の神器の一つとして、再び地上に戻ってきたものである。日本書紀の注記によると、元は天叢雲剣（あめのむらくものつるぎ）という名で、日本武尊が駿河で野火攻めに遭った時、この剣が独りでに鞘から抜けて草を薙ぎ払い、難を逃れたことにより草薙剣（くさなぎのつるぎ）と名付けられたとする。ただし、これは挿入された異伝であり、正式な伝承とは見なされていない。本文では一貫して草薙剣と表記され、途中で名称が変わることはない。古事記でも草那藝剣（大刀）とのみ記される。
働き
草薙剣は、スサノオ尊の十拳剣の刃が欠ける程の業物だったが、日本武尊が武器として使った記述はなく、実用的な働きは草を薙ぎ払う事のみである。平家物語においては日本武尊が草を薙いだところ剣は草を三十余町(3km四方)も薙ぎ伏せたとされている。また、草薙剣をミヤズヒメの元に残した日本武尊は、荒ぶる神の影響で病を得、都に戻ることなく亡くなってしまう。このことから倭姫命は、草薙剣を武器としてよりは、霊的な守護の力を持った神器として、日本武尊に渡したとも解される。
神社
尾張のミヤズヒメの元に遺された草薙剣は、この後、熱田神宮にて祀られた。『熱田太神宮縁起』によると、日本武尊の死後、ミヤズヒメが衆人と図って社を建て、神剣を奉納したという。天智7年（668年）僧・道行に盗まれ、その後は宮中に留め置かれた。ところが、朱鳥元年（686年）に天武天皇の病気が草薙剣の祟りとわかり、剣は再び熱田神宮に祀られることになった。熱田神宮にはこのときの剣の帰還をひそかに喜ぶ「酔笑人神事」がある。

### 日本書紀の年代
日本書紀でヤマトタケルが活躍した年代を機械的に西暦に換算すると西征は97年から98年、東征は110年から111年になる。また景行天皇の九州巡幸は82年から89年、東国巡幸は123年から124年であり、どちらも帥升が後漢に朝貢した107年の前後になる。そのため書紀の編者は帥升を景行天皇またはヤマトタケルと考えていたことが推測される。（上古天皇の在位年と西暦対照表の一覧を参照）

## 信仰
ヤマトタケルは、建部大社（滋賀県大津市）や、白鳥と化したヤマトタケルが最後に降り立った地に建てられたとされる大鳥大社（大阪府堺市西区）の主祭神として祀られる。どちらもその国の一宮とされる。なお、大鳥神社（鷲神社）は各地にあり、大鳥大社はその本社とされる。

### 神社

#### 東北地方
- 駒形神社（岩手県胆沢郡金ケ崎町、一説にヤマトタケルが勧請。ヤマトタケル伝説の最北端の足跡）
- 三峯神社（岩手県奥州市）
- 配志和神社（岩手県一関市、ヤマトタケルの軍営地に創建）
- 大高山神社（宮城県柴田郡大河原町、ヤマトタケルが東征での蝦夷征討で、この地に仮に宮を建てたと伝わる）
- 都都古別神社（福島県東白川郡棚倉町、ヤマトタケルが東征の時、この場所を訪れ、神様にお祀りをしたと伝えられる）
- 須川南宮諏訪神社（福島県福島市、ヤマトタケルが東征でこの地にやって来て、信達湖上を通過したところ大風に遭い、風神である諏訪の神に風が凪ぐことを祈ったところ、風が収まったと伝わる）
- 鹿島御子神社（福島県南相馬市、景行天皇の御代(428年)、ヤマトタケルが東征の時、神社の武運長久の祈願ありて、霊験に依り、この地の乱臣賊子は速やかに征服したと伝わる）

#### 関東地方
- 佐波波地祇神社（茨城県北茨城市）
- 吉田神社（茨城県水戸市、『常陽式内鎮座本紀』『常陸二十八社考』によると、が東征の際にこの地（朝日山/三角山）で兵を休ませたといい、これにちなんで社殿が造営されたのが創建であるという。ヤマトタケル伝説の最東端の足跡）
- 古峯神社 (栃木県鹿沼市)
- 白鷺神社（栃木県河内郡上三川町）
- 高椅神社（栃木県小山市）
- 吾妻耶神社（群馬県桐生市吾妻山、東権見。桐生市街側に日本武尊、川内町側に弟橘姫を祀る※出典：上野国志）
- 三峯神社（埼玉県秩父市、ヤマトタケル創建と伝わる。神使の狼が東征時道案内をしたとされる）
- 寳登山神社（埼玉県秩父郡長瀞町、ヤマトタケル創建と伝わる。）
- 柴崎神社（千葉県我孫子市、東征の時、安全を祈り、武運長久を祈願したと伝わる）
- 姉埼神社（千葉県市原市、ヤマトタケルが当社鎮座地の宮山台で弟橘姫をしのび、風の神である支那斗弁命を祀ったのが起源と伝わる）
- 腰掛神社（神奈川県茅ヶ崎市、東征の途中、ヤマトタケルが腰掛けて休憩したという石を祀る）
- 走水神社（ヤマトタケルの父・景行天皇が尊を祀ったのが起源と伝わる。日本書紀では、110年に尊が走水から上総へ向かう途中、海上で難に遭い、弟橘媛命が身を投じてその難を救ったとされる）
- 武蔵御嶽神社（東京都青梅市、東征時追手に追われ白狼に助けられたとの伝承により、御影が犬になっている）
- 吾嬬神社（東京都墨田区）
- 亀戸浅間神社（東京都江東区）
- 鳥越神社（東京都台東区）
- 大鳥神社（東京都目黒区）
- 神明宮(東京都杉並区、江戸時代以前の旧社地である「お伊勢の森」に立ち寄り休憩したとの伝承があり、それが神明宮の創建とされている)
- 皇武神社（神奈川県相模原市中央区）
- 石楯尾神社（神奈川県相模原市緑区）

#### 中部地方
- 甲斐酒折宮（山梨県甲府市、東征の帰路、立ち寄り、「新治筑波を過ぎて幾夜か寝つる」の歌を詠んだと伝わる）
- 大御食神社（長野県駒ヶ根市赤穂、東征の帰路、赤須彦の娘・押姫と三夜過ごし、別れに際し歌を詠んだと記録に残る）
- 熊野皇大神社（長野県北佐久郡軽井沢町、長野・群馬両県境の神社）、東征の帰路、濃霧で苦しむヤマトタケルを八咫烏が助けたことに感謝して熊野神を勧請[31]。
- 白鳥神社（長野県東御市）東征からの帰路の途中に滞在した地とされる場所に古くから祀られている[32]。
- 白鳥神社（岐阜県郡上市白鳥町）白鳥伝説が残る。
- 白山中居神社（岐阜県郡上市白鳥町）東征からの帰路、越の国巡行中吉備武彦とともに中居神社に立ち寄り、神霊に祈念したとされる[33]。
- 御霊神社（岐阜県海津市）蛇池と呼ばれる大蛇がいる池があり、伊吹山へ向かうヤマトタケルが大蛇退治をし、池の真ん中を埋め立て社殿を建てたと伝わる）。
- 山宮浅間神社（静岡県富士宮市）東征の途中、賊徒に追い込まれた尊が、富士の神を祈念し窮地を脱したことにより神霊を祀った場所とされる。
- 久佐奈岐神社（静岡県静岡市清水区）
- 草薙神社（静岡県静岡市清水区）
- 焼津神社（静岡県焼津市）東征の途中、賊の火攻めに遭ったヤマトタケルは、草薙剣で草を薙ぎ、さらに向い火をつけて難を逃れたと伝わる。
- 萱津神社（愛知県あま市）東征の途中、人々が漬物を献上したところ、ヤマトタケルが漬物を「藪二神物」と称えたと伝わる。
- 矢作神社（愛知県岡崎市）東征の途中、盗賊退治のために矢作部に一万本の竹矢を作らせたと伝わる。
- 船津神社（愛知県東海市）ヤマトタケルが東征の時、伊勢から船でこの地に着岸したと伝わる。
- 成海神社（愛知県名古屋市緑区）ヤマトタケルが東征の帰りに、ここから船出して宮簀媛がいる館に向かったと伝わり、元宮の天神社の伝承ではヤマトタケルは天神社の場所から伊吹山に向けて船で出発したとも伝わる。
- 七所社（愛知県名古屋市中村区）境内には、岩塚という地名の由来となった古塚や日本武尊が腰をかけたと伝わる腰掛岩が現存している[34]。
- 内々神社（愛知県春日井市）ヤマトタケルが東征の帰路、尾張の内津峠（現在の春日井市内津町にある）に入った時、早馬で駆けてきた従者の久米八腹から、副将軍建稲種命が駿河の海に落ち水死したとの報告に接し、悲泣して「現哉々々（うつつかな）、現哉々々（うつつかな）」といわれその霊を祀ったのが起源と伝えられる。

#### 近畿地方
- 鳥出神社（三重県四日市市、ヤマトタケルが亡くなって白鳥となり熱田に向かうとき、この地で休んでから飛び出ていったと伝わる。[35]）
- 血塚社（三重県四日市市の旧東海道の国道1号線沿いの杖衝坂を登ったヤマトタケルが足の血を洗い流したと伝わる。[36]）
- 能褒野神社(三重県亀山市、ヤマトタケルの御陵であり、明治12年11月10日に旧内務省により正式に認定される。)
- 加佐登神社(三重県鈴鹿市、ヤマトタケルの御陵(白鳥塚)の比定地の一つ、本居宣長や平田篤胤などの国学者はこの地を御陵であると主張していた。ヤマトタケルが死の間際まで愛用していた笠と杖が御神体として同神社に鎮座している)

#### 中国地方
- 宮崎神社（鳥取県東伯郡北栄町、ヤマトタケルが西征の時、船で向かうが台風に悩まされる。しかし神助により引寄せるようにこの地に着御したと伝わる）
- 須賀神社（島根県安来市、富田八幡宮境内社、スサノオノミコトの須賀の宮に相当するとされる）
- 白鳥神社（広島県東広島市高屋町、没後白鳥となったヤマトタケルが伊勢国から大和、河内、讃岐の各地を巡って、安芸国高屋の現・白鳥山の山頂で姿を消したと伝わる[37]。広島縣神社誌には景行天皇43年天下に号令して諸国に白鳥神社をたてさせたとあり、その時安芸国に於いて建立された社であるとされる。明治43年神社改修工事中、本殿下に古墳があることがわかり発掘調査が行われ三角縁神獣鏡、碧玉製勾玉、素環頭大刀など貴重な副葬品が出土した[38]。）

#### 四国地方
- 白鳥神社（徳島県名西郡石井町、仲哀天皇が建てた白鳥の宮。ヤマトタケルの息子息長田別王（阿波国造）が崇拝）
- 白鳥神社（香川県東かがわ市、白鳥となって飛び去ったヤマトタケルが舞い降りたと伝わる）

#### 九州地方
- 八剣神社（福岡県鞍手郡鞍手町、ヤマトタケルが熊襲建兄弟の討伐で、この地を訪れた時、村の酋長である田部今朝麿が村人達と共に、ヤマトタケルを手厚くお迎えしたと伝わる）
- 八剣神社（福岡県北九州市八幡西区、ヤマトタケルが熊襲建兄弟の討伐の時、この地に立ち寄ったと伝わる）
- 御山神社（福岡県直方市、ヤマトタケルが熊襲建兄弟の討伐で、宮居を定め暫し、この地に留まられ、多くの樹木を植えたと伝わる）
- 近津神社（福岡県直方市、景行天皇平定より8年後、熊襲征討の為、入国したヤマトタケルは、土豪大兄彦が献じた御神器の弓矢をこの地に鎮祭したと伝わる）
- 四王子神社（熊本県玉名郡長洲町）
- 柿迫神社（熊本県八代市、ヤマトタケルが熊襲兄弟の征討に行った時、この地を訪れ、深く奉賽したという。ヤマトタケル伝説の最西端の足跡[要出典]）
- 平田神社（宮崎県児湯郡川南町、熊襲兄弟征討の為、幣田川（現平田川）の河口から、御舟で川を上がり、東南の高台の御山に宮居を定め、熊襲兄弟征討の後、再び立ち寄ったと伝わる）
- 岩爪神社（宮崎県西都市、熊襲兄弟征討の帰りの際、この地に寄り、紀州の大権現に対し戦勝祈願をしたという。ヤマトタケル伝説の最南端の足跡）
- 本庄稲荷神社（剣柄稲荷神社、宮崎県東諸県郡国富町、剣柄の古墳の上に鎮座しており、この古墳は熊襲兄弟の征討でヤマトタケルが熊襲兄弟を刺し殺したとされる短剣の柄を埋蔵したと言われる古墳と伝わる）

### その他
- 東京都

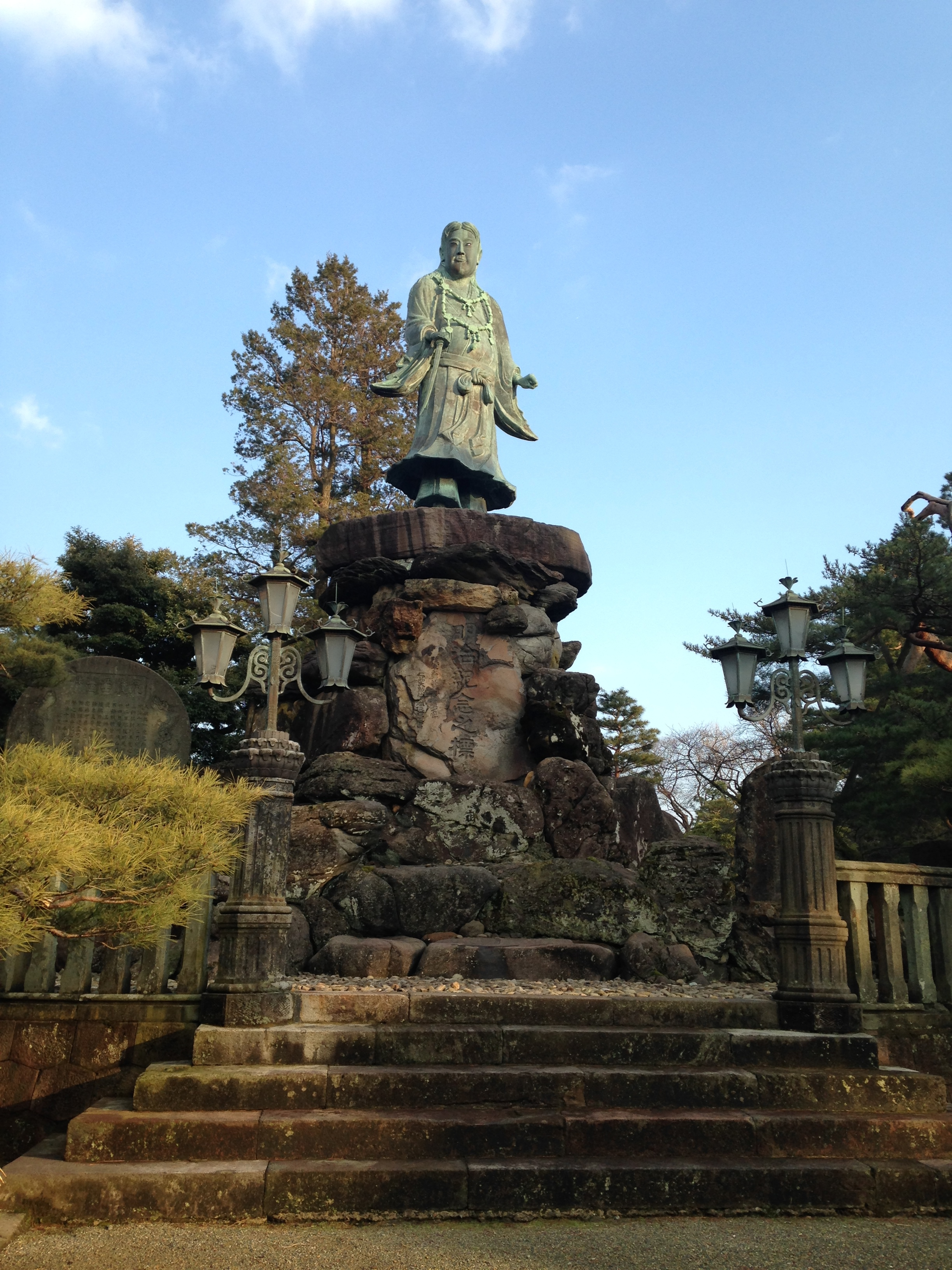
兼六園の日本武尊銅像（明治紀念之標）

  - 岩蔵温泉（青梅市小曽木）、東征での傷を岩倉温泉で癒したと伝わる。
  - 御岳ノ神代欅（青梅市御岳山）、東征の折、ヤマトタケルが植樹したと伝わる[39]。
- 石川県 - 兼六園日本武尊の銅像がある（2003年のイグノーベル賞を受賞した金沢大学の廣瀬幸雄教授の研究の素材となり、ハトが寄り付かないことをヒントにカラス除けの合金を開発した）。
- 静岡県
  - 静岡市 - 日本平 日本武尊が東征の際、草薙の原で野火の難にあい賊を平定した後、この山の頂上に登り四方を眺めたところからこの名で呼ばれるようになったと言われている。
- 愛知県
  - 一宮市 - 笠懸の松（大和町）、ヤマトタケルが伊吹山に向かう途中、この地の松に笠を懸け休息したと伝わる。また松林の付近に広がる蓮の花をヤマトタケルが愛したとの伝承があり、旧暦の7月7日のこととされている。
  - 名古屋市 - 腰掛岩（中村区岩塚町）、ヤマトタケルが船を待つ間、腰を掛けていたと伝わる。
    - 白鳥古墳（名古屋市熱田区）、ヤマトタケルの陵だと伝わっており、能褒野墓から白鳥となって飛び立ったヤマトタケルが、愛する宮簀媛がいる尾張の地にやって来て、松の木にとまった為、その場所に白鳥御陵が出来たと伝わる。
    - 白鳥塚古墳（名古屋市守山区上志段味）、ヤマトタケルの伝説がある古墳で、ヤマトタケルが伊吹山の賊を征伐に行く途中に蛇に足を噛まれ、噛まれた足の傷口を川で洗っていたところ、一羽の白鳥が現れた。ヤマトタケルが白鳥に尾張に連れて行ってくれと頼み、ヤマトタケルを乗せた白鳥が尾張の東谷山の麓に着いたところで死んだため、ヤマトタケルがその場所に白鳥を葬った為、その墓が白鳥塚だと伝わる。

  - 知多郡 - 生路井（東浦町生路）、ヤマトタケルが尾張氏の兵と共に東征軍の兵力を整えていた時、この地で兵を引き連れて狩りに出掛け、生路（いくじ）の里を通りかかった。熱い夏だったため、喉が渇き、水飲み場を探すが無く、山にある崖の下の大きな岩が湿っていたので、ヤマトタケルが弓のはずで突き立てると清水が湧き出し泉となり、それが村人から生路井と呼ばれる水飲みや、酒造りの水となったと伝わる。
  - 春日井市 - 馬蹄石（春日井市西尾町）、ヤマトタケルが東征から尾張に帰路し、現在の内津峠に来た時、早馬で駆けてきた従者の久米八腹から副将軍の建稲種命が駿河の海に落ち水死したとの報告を聞き「ああ現哉々々（うつつかな）」と嘆いた。そして、西尾の地で建稲種命の霊を祭った内津の方を振り返り、馬の尾が西を向いたので「西尾」の地名が付き、馬の蹄の跡が付いたと伝わる岩盤。「駒返り」とも言われる。
    - 明知町 (春日井市)、ヤマトタケルが上記の内津峠と「西尾（馬蹄石）」に続いてこの地を通りかかった時に、ようやく夜が明けて辺りが知れるようになったことから、「明知」の名が付いたと伝わる。
    - 御手洗（みたらし・みたらい）遺跡（神屋町御手洗）、ヤマトタケルが、上記の「西尾（馬蹄石）」の場所から熱田に帰路する時、手を洗って休んだと伝わる。
- 岐阜県
  - 不破郡 - 居醒水（関ケ原町玉）、伊吹山での大蛇との戦いで傷ついたヤマトタケルが清水を飲み、高熱が醒めたと伝わり、居醒水と呼ばれる。
  - 養老郡 - 桜の井戸（養老町桜井・みゆき街）、ヤマトタケルが水を飲み、喉を潤したと伝わる井戸。
- 滋賀県
  - 腰掛石・鞍掛石（米原市醒井・中仙道）、ヤマトタケルが腰を掛け、鞍を掛けたと伝わる。
- 三重県
  - 四日市市 - 杖衝坂（釆女町）、足洗池（三重命名の池 西坂部町御館）[36]、目洗いの玉葛井（たまかつい 菰野町下村）
  - 桑名市 - 日本武尊尾津前御遺跡、ヤマトタケルが足を洗ったと伝わる平群池（へぐりいけ）、平群神社などがある。
- 兵庫県 - 加古川市 にヤマトタケルが出生時に入れられたとされる器がある。母、播磨稲日大郎姫の墓とされる日岡御陵がある。
- 鳥取県 - 倉吉市に、ヤマトタケルが伯耆と美作国境の矢筈仙の山頂の岩石の上に立ち、「この矢のとどく限り兇徒、悪魔は退散して我が守護の地となれ」と念じ矢を放った場所が塔王権現で、現在は石祠と石塔が残る。また、放った矢は現在の倉吉市生竹まで飛び、その地の荒神が受け止めたといわれ、「矢留の荒神さん」と呼ばれる神社が建立されている。
- 佐賀県 - 鹿島市藤津郡にヤマトタケルがこの地の海岸に至った時、日没となり、船を泊めた。翌朝、見ると、船の綱を大きな藤の蔓に繋いでいた為、「藤津郡」と言う地名が付いたと伝わる。
- 長野県佐久地方でヤマトタケルが悪い白鹿を退治した。またヤマトタケルは、濃霧の中で 八咫烏に助けられたので、付近に「烏岩」や「烏川」や 「霧積」の地名がある。そしてヤマトタケルは近くに「熊野皇大神社」を造営した。またこの山で「吾妻者耶」と嘆かれたので「留夫山」(とめぶやま)と呼ぶ。一方、ヤマトタケルが軽井沢で一泊された場所を「神宿」というが、今は「借宿」（かりやど）と呼ぶ。またヤマトタケルが川を渡るためにきこりが橋を臨時にかけたので、その橋を「杣の架け橋」と言った。ところで、ヤマトタケルが浅間山麓を見渡すと広範囲にぽつぽつと民家が見えたので、「遠近里」（おちこちのさと）と称えられた[40]。そしてヤマトタケルに随行した「大伴武日連」が佐久の望月で他界し、埋葬した場所を「武陵」(ぶりょう)という。ヤマトタケルが休憩した 北相木村の山を「御座山」(おぐらやま)と呼び、越えられた山を「臨降峠」という。またヤマトタケルは「国師ケ岳」の岩穴に籠られたという 伝説もある[41]。なお、ヤマトタケルは、蓼科山の大河原峠を超え、諏訪に出ようとした時、白衣姿の武将が白馬に乗って出現し、道案内をした。武将は「我は諏訪明神である」と言って消えたという[42]。
- 福岡県鞍手郡鞍手町にヤマトタケルが熊襲建兄弟の討伐しに行った時、一時住んでいたと云わる「熊野宮跡」がある。中山鎮座の八剣神社がある、剣岳 (福岡県)を登る途中にあり、村人が熊襲建兄弟討伐で来た、ヤマトタケルを手厚くもてなしたので、ヤマトタケルが帰りに再びこの地に立ち寄り、村人は仮宮を建てた。ヤマトタケルは村人の人情風致を褒めたたえ、この地を「中山」、「植木」と命名して帰って行ったと伝わる。
  - 田川市 - 太刀洗いの井戸、ヤマトタケルがこの地方の、土賊・猪折（いおり）を討った後、大刀を洗ったと伝わる井戸。
- 鹿児島県 - 霧島市に「熊襲の穴」と呼ばれる洞穴がある。熊襲の首領である熊襲建、川上梟帥の兄弟が居住にしていたと伝われており、熊襲建兄弟の討伐を命じられたヤマトタケルが女装して忍び込み、川上梟帥を誅殺した場所として伝われており、「熊襲の穴」のほか「一名嬢着の穴」とも言われている。

## ヤマトタケルが登場する作品
小説
- 日本武尊（ヤマトタケル）SF神話シリーズ - 豊田有恒の伝奇小説。
- ヤマトタケル - 氷室冴子の小説。1986年。
- 白鳥の王子 ヤマトタケル・シリーズ - 黒岩重吾の小説。1990年 - 2000年。
  - 大和の巻
  - 西戦の巻
  - 東征の巻
  - 終焉の巻

- 白鳥異伝 - 荻原規子のファンタジー小説。勾玉三部作2作目。1996年。
- 倭建（ヤマトタケル）-新アスカ伝説3 - 三田誠広の小説。2002年。
- ヤマトタケル - 文：那須正幹、絵：清水耕蔵の物語絵本。2005年。ISBN 978-4-591-08714-5

映画
- 日本誕生 - 1959年に公開された、日本神話を題材にした東宝の特撮映画で、三船敏郎が演じる日本武尊（ヤマトタケル）を中心に物語が展開される内容になっている。
- ヤマトタケル - 1994年に公開された、ヤマトタケルをモチーフにした主人公（演・高嶋政宏）が活躍する特撮映画。

漫画
- 火の鳥 - 手塚治虫の漫画。1968年 - 1969年。『ヤマト編』に、ヤマトタケルをモデルにしたキャラクターが登場。
- 暗黒神話 - 諸星大二郎の漫画。1976年。
- ヤマトタケルの冒険 - ゆうきまさみの漫画。1983年。
- ヤマトタケルノミコト（学研まんが人物日本史 21巻） - 監修：樋口清之、漫画：ムロタニツネ象。1983年。
- ヤマトタケル - 山岸凉子の漫画。原作：梅原猛。1986年 - 1987年。
- ヤマトタケル - 原作：三村渉、漫画：たかや健二。1993年 - 1994年。下記アニメと連動したメディアミックス作品。ストーリーや設定などは違っている。
- 天翔ける英雄伝説（週刊新マンガ日本史 創刊号） - 和月伸宏の漫画。シナリオ：氷川まりね。2010年。
- ヤマトタケル - 安彦良和の漫画。2012年 - 2018年。
- まんがで読む古事記倭建命 - 久松文雄の漫画。2013年。
- バケガミ〜化神〜（読売KODOMO新聞） - 漫画：藤異秀明、原著：岸本みゆき。2016年 - 2018年。
- カムヤライド - 久正人の漫画。2018年 - 。
- ヤマトタケルとオトタチバナヒメ物語 ～二人の愛に包まれたふるさと亀山～ - 監修：亀山市教育委員会、漫画：小林はな。2023年。

アニメ
- 火の鳥・ヤマト編 - 上記漫画のOVA化作品。
- ヤマトタケル - 日本神話をモチーフにしたSFロボットアニメ。

舞台
- スーパー歌舞伎「ヤマトタケル」 - 演・脚本：三代目市川猿之助、作：梅原猛。
- バレエ「御佩劍」-緑間玲貴演出、振付のバレエ。

音楽
- オペラ「建・TAKERU」 - 團伊玖磨作曲のオペラ。
- オペラ「火の鳥[ヤマト編]」 - 手塚治虫原作・青島広志作曲のオペラ。
- オラトリオ「ヤマトタケル」 - 三枝成彰作曲のオラトリオ。

歌
- 長野県歌 信濃の国 - 六番の歌詞で日本武（ヤマトタケ）が「吾妻はや」と嘆いたことを碓氷峠の序詞としている。

ゲーム
- Fate/Samurai Remnant - 主人公宮本伊織のサーヴァントとして登場

## 紙幣の肖像

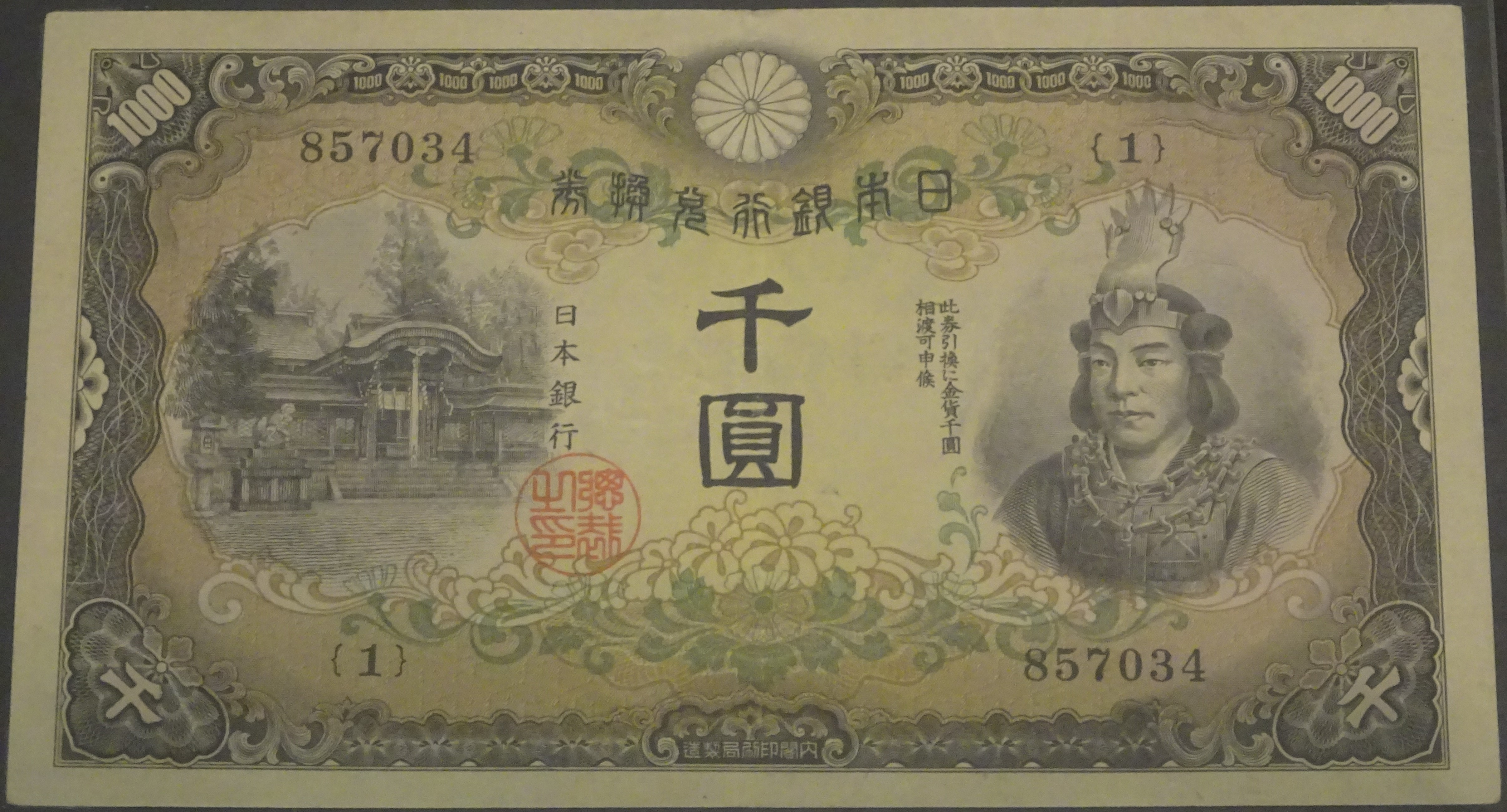
甲千圓券

日本の紙幣（日本銀行券）の肖像としては、終戦直後の1945年8月17日に敗戦に伴うインフレーション対策として発行された当時の超高額紙幣である甲千圓券に採用されている。